# Liste von Flugzeugtriebwerken

## Kolbenmotoren
Die aufgelisteten Kolbenmotoren wurden bzw. werden noch in teilweise unterschiedlichsten Varianten und Leistungen gebaut. Die Angabe der Motorleistung bezieht sich auf die leistungsstärkste Version.

### A–C
| Triebwerk                      | Bauart Kühlung                         | Zylinder | max. Leistung (kW) | Herkunftsland          | Einsatzbeispiel | Erstlauf      | Bemerkungen                                                                                     |
| ------------------------------ | -------------------------------------- | -------- | ------------------ | ---------------------- | --- | ------------- | ----------------------------------------------------------------------------------------------- |
| A.B.C. 30 hp                   | ?                                      | ?        | ?                  | Vereinigtes Königreich | | ?             |                                                                                                 |
| A.B.C. 60 hp                   | ?                                      | ?        | ?                  | Vereinigtes Königreich | | ?             |                                                                                                 |
| A.B.C. 100 hp                  | ?                                      | ?        | ?                  | Vereinigtes Königreich | | ?             |                                                                                                 |
| A.B.C. Airdisco                | V-Motor, stehend luftgekühlt           | 8        | 120                | Vereinigtes Königreich | | ?             |                                                                                                 |
| A.B.C. Airsix                  | Reihenmotor, stehend luftgekühlt       | 6        | ?                  | Vereinigtes Königreich | | ?             |                                                                                                 |
| A.B.C. Gnat                    | Boxermotor luftgekühlt                 | 2        | ?                  | Vereinigtes Königreich | | 1916          |                                                                                                 |
| A.B.C. Cirrus                  | Reihenmotor, stehend luftgekühlt       | 4        | ?                  | Vereinigtes Königreich | | ?             |                                                                                                 |
| A.B.C. Mosquito                | Sternmotor luftgekühlt                 | 6        | 88                 | Vereinigtes Königreich | | 1916          |                                                                                                 |
| A.B.C. Nimbus                  | Reihenmotor, stehend luftgekühlt       | 6        | 224                | Vereinigtes Königreich | | ?             |                                                                                                 |
| A.B.C. Wasp                    | Sternmotor luftgekühlt                 | 7        | 147                | Vereinigtes Königreich | - Avro 504 - Huff-Daland HD-4 "Bridget" / TA-2 | 1916          | Experimentalmotor                                                                               |
| A.B.C. Dragonfly               | Sternmotor luftgekühlt                 | 9        | 268                | Vereinigtes Königreich | | 1920          |                                                                                                 |
| A.B.C. Gadfly                  | Sternmotor luftgekühlt                 | 5        | ?                  | Vereinigtes Königreich | | ?             |                                                                                                 |
| A.B.C. Hornet                  | Boxermotor luftgekühlt                 | 4        | ?                  | Vereinigtes Königreich | | ?             |                                                                                                 |
| A.B.C. Scorpion                | Boxermotor luftgekühlt                 | 2        | ?                  | Vereinigtes Königreich | | 1921          |                                                                                                 |
| Adler AD IV                    | Reihenmotor, stehend flüssiggekühlt    | 8        | 147                | Deutsches Reich        | |               |                                                                                                 |
| Aero Engines Dryad             | Boxermotor luftgekühlt                 | 2        | ?                  | Vereinigtes Königreich | | ?             |                                                                                                 |
| Aero Engines Pixie             | Boxermotor luftgekühlt                 | 2        | ?                  | Vereinigtes Königreich | | ?             |                                                                                                 |
| Aero Engines Sprite            | Boxermotor luftgekühlt                 | 2        | ?                  | Vereinigtes Königreich | | ?             |                                                                                                 |
| Allison V-1710                 | V-Motor, stehend flüssiggekühlt        | 12       | 1692               | Vereinigte Staaten     | - Bell P-39 - Bell P-63 - Curtiss P-40 - Lockheed P-38 - North American P-51, P-51A - North American P-82E/F | 1936          |                                                                                                 |
| Allison V-3420                 | Doppel-V-Motor, stehend flüssiggekühlt | 24       | 2100               | Vereinigte Staaten     | | 1937          |                                                                                                 |
| Alvis Leonides                 | Sternmotor luftgekühlt                 | 9        | 452                | Vereinigtes Königreich | - Westland Whirlwind (Hubschrauber) | 1939          | Bei Hubschraubern liegender Einbau mit Gebläsekühlung                                           |
| Alvis Leonides Major           | Sternmotor, 2-fach luftgekühlt         | 14       | 640                | Vereinigtes Königreich | | 1951          |                                                                                                 |
| Argus II                       | Reihenmotor, stehend flüssiggekühlt    | 6        | 88                 | Deutsches Reich        | |               |                                                                                                 |
| Argus III                      | Reihenmotor, stehend flüssiggekühlt    | 6        | 132                | Deutsches Reich        | |               |                                                                                                 |
| Argus IV                       | Reihenmotor, stehend flüssiggekühlt    | 8        | 165                | Deutsches Reich        | |               |                                                                                                 |
| Argus As 8                     | Reihenmotor, hängend luftgekühlt       | 4        | 99                 | Deutsches Reich        | - Albatros Al 101 - Arado L II - Focke-Wulf Fw 44 - Heinkel He 64 - Heinkel He 72 - Klemm Kl 26 - Messerschmitt M23 - Messerschmitt M27 - Messerschmitt M29 - Messerschmitt M35 - Raab-Katzenstein RK 25 | Frühjahr 1929 |                                                                                                 |
| Argus As 10                    | V-Motor, hängend luftgekühlt           | 8        | 176                | Deutsches Reich        | - Arado Ar 66 - Arado Ar 76 - Arado Ar 96 - Fieseler Fi 156 „Storch“ - Fieseler Fi 256 - Focke-Wulf A 43 „Falke“ - Focke-Wulf Fw 58 „Weihe“ - Focke-Wulf Fw 56 „Stößer“ - Gotha Go 149 - Heinkel He 74 - Henschel Hs 121 - Henschel Hs 125 - Horten H VII - Klemm Kl 36 - Klemm Kl 151 - Messerschmitt Bf 108 „Taifun“ - Messerschmitt Me 208 - Sack AS-6 „Fliegender Bierdeckel“ - Siebel Si 201 | 1936          |                                                                                                 |
| Argus As 16                    | Boxermotor luftgekühlt                 | 4        | ?                  | Deutsches Reich        | | ?             |                                                                                                 |
| Argus As 17                    | Reihenmotor, hängend luftgekühlt       | 6        | ?                  | Deutsches Reich        | | ?             |                                                                                                 |
| Argus As 410                   | V-Motor, hängend luftgekühlt           | 12       | 342                | Deutsches Reich        | - Arado Ar 96 - Focke-Wulf Fw 189 - Henschel Hs 129 - Siebel Si 204 - Pilatus P-2 | 1938          |                                                                                                 |
| Argus As 411                   | V-Motor, hängend luftgekühlt           | 12       | 441                | Deutsches Reich        | - Arado Ar 96 - Dassault MD 315 Flamant - Focke-Wulf Fw 189 - Pilatus P-2 - Siebel Si 204 | ?             |                                                                                                 |
| Armstrong Siddeley Cheetah     | Sternmotor luftgekühlt                 | 7        | 313                | Vereinigtes Königreich | - Airspeed Consul - Airspeed Courier - Avro 626 - Avro Anson | 1935          | Wurde anfangs auch als „Lynx Major“ bezeichnet                                                  |
| Armstrong Siddeley Deerhound   | Sternmotor, 3-reihig luftgekühlt       | 21       | 1342               | Vereinigtes Königreich | | 1935          |                                                                                                 |
| Armstrong Siddeley Genet       | Sternmotor luftgekühlt                 | 5        | 59                 | Vereinigtes Königreich | - Avro 581 - Klemm Kl 25 - Westland Widgeon (Hubschrauber) | 1926          |                                                                                                 |
| Armstrong Siddeley Genet Major | Sternmotor luftgekühlt                 | 5        | 107                | Vereinigtes Königreich | - Avro Avian - Westland Wessex | 1928          |                                                                                                 |
| Armstrong Siddeley Hyena       | Sternmotor, 3-fach luftgekühlt         | 15       | 454                | Vereinigtes Königreich | | 1933          | Wegen Kühlungsproblemen keine Serienfertigung                                                   |
| Armstrong Siddeley Jaguar      | Sternmotor, 2-fach luftgekühlt         | 14       | 350                | Vereinigtes Königreich | - Armstrong Whitworth Argosy - Armstrong Whitworth Siskin - De Havilland DH.50 - De Havilland DH.61 Giant Moth - Handley Page Hampstead - Westland Wapiti | 1922          |                                                                                                 |
| Armstrong Siddeley Leopard     | Sternmotor, 2-fach luftgekühlt         | 14       | 597                | Vereinigtes Königreich | - Blackburn Iris - Junkers Ju 52/1m - Hawker Dantorp - Hawker Horsley | 1927          | bei Einführung leistungsstärkster Sternmotor der Welt                                           |
| Armstrong Siddeley Lynx        | Sternmotor luftgekühlt                 | 7        | 176                | Vereinigtes Königreich | - Airspeed AS 5 | 1920          |                                                                                                 |
| Armstrong Siddeley Mongoose    | Sternmotor luftgekühlt                 | 5        | 115                | Vereinigtes Königreich | - Avro 504 - Avro Tutor - Hawker Tomtit - Parnall Peto | 1926          |                                                                                                 |
| Armstrong Siddeley Ounce       | Boxermotor luftgekühlt                 | 2        | 33                 | Vereinigtes Königreich | | 1920          | Für Ultraleichtflugzeuge                                                                        |
| Armstrong Siddeley Panther     | Sternmotor, 2-fach luftgekühlt         | 14       | 478                | Vereinigtes Königreich | - Fairey Gordon - Westland Wapiti | 1929          |                                                                                                 |
| Armstrong Siddeley Serval      | Sternmotor, 2-fach luftgekühlt         | 10       | 254                | Vereinigtes Königreich | - Airco DH.9 - Armstrong Whitworth Atalanta - Fairey Fox - Saro Cloud | 1928          | Anfangs auch als „Double Mongoose“ bezeichnet                                                   |
| Armstrong Siddeley Tiger       | Sternmotor, 2-fach luftgekühlt         | 14       | 677                | Vereinigtes Königreich | - Armstrong Whitworth Ensign - Armstrong Whitworth Whitley - Blackburn B-6 - Blackburn B-7 - Blackburn Shark | 1932          |                                                                                                 |
| Austro-Daimler 6               | Reihenmotor, stehend luftgekühlt       | 6        | 165                | Österreich             | - Aviatik B.I - Aviatik B.II - Aviatik D.I | 1910          |                                                                                                 |
| Austro Engine AE300            | Reihenmotor, stehend flüssiggekühlt    | 4        | 123,5              | Österreich             | | 2009          | Dieselmotor                                                                                     |
| Avia Rk-17                     | Sternmotor, luftgekühlt                | 9        | 309                | Tschechoslowakei       | - Avia B-122 - Letov Š-50 - Tatra T-126 | 1934          |                                                                                                 |
| Basse & Selve BAS IV           | Reihenmotor, stehend flüssiggekühlt    | 6        | 191                | Deutsches Reich        | |               |                                                                                                 |
| Benz Bz III                    | Reihenmotor, stehend flüssiggekühlt    | 6        | 110                | Deutsches Reich        | - Sablatnig SF 5 | 1914          |                                                                                                 |
| Benz Bz IV                     | Reihenmotor, stehend flüssiggekühlt    | 6        | 162                | Deutsches Reich        | - Junkers J.I | 1916          |                                                                                                 |
| Benz Bz V                      | Reihenmotor, stehend flüssiggekühlt    | 12       | 220                | Deutsches Reich        | |               |                                                                                                 |
| Benz Bz Vb                     | Reihenmotor, stehend flüssiggekühlt    | 12       | 220                | Deutsches Reich        | |               |                                                                                                 |
| Benz Bz VI                     | Reihenmotor, stehend flüssiggekühlt    | 12       | 368                | Deutsches Reich        | |               |                                                                                                 |
| Benz Bz VI v                   | Reihenmotor, stehend flüssiggekühlt    | 12       | 368                | Deutsches Reich        | |               |                                                                                                 |
| Bentley BR.1                   | Umlaufmotor luftgekühlt                | 9        | 110                | Vereinigtes Königreich | - Sopwith Camel | ?             |                                                                                                 |
| Bentley BR.2                   | Umlaufmotor luftgekühlt                | 9        | 180                | Vereinigtes Königreich | - Sopwith Snipe | 1918          |                                                                                                 |
| Blackburn Cirrus Minor         | Reihenmotor, hängend luftgekühlt       | 4        | 74                 | Vereinigtes Königreich | | 1933          |                                                                                                 |
| Blackburn Cirrus Major         | Reihenmotor, hängend luftgekühlt       | 4        | 114                | Vereinigtes Königreich | - Blackburn B-2 | 1936          |                                                                                                 |
| BMW III                        | Reihenmotor, stehend flüssiggekühlt    | 6        | 129                | Deutsches Reich        | |               |                                                                                                 |
| BMW IIIa                       | Reihenmotor, stehend flüssiggekühlt    | 6        | 191                | Deutsches Reich        | - Aero A.18 - Fokker D.VII - Junkers F 13 - Pfalz D.XV | 1918          |                                                                                                 |
| BMW IV                         | Reihenmotor, stehend flüssiggekühlt    | 6        | 220                | Deutsches Reich        | - Heinkel HD 24 - Junkers A 35 - Rohrbach Ro VIII | 1918          |                                                                                                 |
| BMW VI                         | V-Motor, stehend flüssiggekühlt        | 12       | 550                | Deutsches Reich        | - Arado Ar 68 - Dornier Wal - Dornier Do 17 - Dornier Do 14 - Heinkel He 51 - Heinkel He 70 „Blitz“ - Heinkel He 111 | 1926          |                                                                                                 |
| BMW 114                        | Sternmotor flüssiggekühlt              | 9        | 460                | Deutsches Reich        | | 1936          | Dieselmotor mit Lanova-Einspritzverfahren, keine Serienfertigung                                |
| BMW 132                        | Sternmotor luftgekühlt                 | 9        | 706                | Deutsches Reich        | - Arado Ar 95 - Arado Ar 195 - Arado Ar 196 - Arado Ar 197 - Blohm & Voss BV 141 A - Blohm & Voss Ha 137 A - Blohm & Voss BV 142 - Dornier Do 17 P - Dornier Do 18 L - Focke-Wulf Fw 62 - Focke-Wulf Fw 200 - Heinkel He 114 - Henschel Hs 122 - Henschel Hs 124 - Junkers Ju 46 - Junkers Ju 52/3m - Junkers Ju 90 - Junkers Ju 160                                                              | 1933          | Weiterentwicklung des Pratt & Whitney Hornet A                                                  |
| BMW 801                        | Sternmotor, 2-fach luftgekühlt         | 14       | 1250               | Deutsches Reich        | - Focke-Wulf Fw 190 - Dornier Do 217 - Focke-Wulf Fw 190 - Junkers Ju 88 - Ju 188 - Ju 388 | 1940          | Zwangskühlung mit Axialgebläse                                                                  |
| BMW 802                        | Sternmotor, 2-fach luftgekühlt         | 18       | 1912               | Deutsches Reich        | | ?             | Zwangskühlung mit Axialgebläse                                                                  |
| BMW 803                        | Sternmotor, 4-reihig flüssiggekühlt    | 28       | 2940               | Deutsches Reich        | | 1944          | Doppelmotor mit gegenläufigen Koaxialpropellern                                                 |
| BMW Bramo 323 „Fafnir“         | Sternmotor luftgekühlt                 | 9        | 736                | Deutsches Reich        | - Arado Ar 232 - Blohm & Voss BV 222 - Dornier Do 17 - Dornier Do 24 - Focke-Wulf Fw 200 - Henschel Hs 126 | 1936          | Basiert auf dem von Siemens & Halske bzw. SAM/Bramo unter Lizenz gebauten Bristol Jupiter       |
| Bristol Aquila                 | Sternmotor luftgekühlt                 | 9        | 272                | Vereinigtes Königreich | | 1934          | Schiebersteuerung, Vorläufer des Bristol Hercules, des Bristol Taurus und des Bristol Centaurus |
| Bristol Centaurus              | Sternmotor, 2-fach luftgekühlt         | 18       | 1880               | Vereinigtes Königreich | - Airspeed Ambassador - Blackburn Firebrand - Bristol Brabazon - Hawker Sea Fury - Hawker Tempest | 1942          | Schiebersteuerung nach Bauart „Burt-McCollum“                                                   |
| Bristol Cherub                 | Boxermotor luftgekühlt                 | 2        | 26                 | Vereinigtes Königreich | - De Havilland DH.53 Humming Bird - Messerschmitt M17 | 1923          |                                                                                                 |
| Bristol Draco                  | Sternmotor luftgekühlt                 | 9        | 397                | Vereinigtes Königreich | | 1935          |                                                                                                 |
| Bristol Hercules               | Sternmotor, 2-fach luftgekühlt         | 14       | 1294               | Vereinigtes Königreich | - Bristol Beaufighter - Handley Page Halifax - Handley Page Hastings - Short Stirling - Vickers Wellington | 1939          | Schiebersteuerung nach Bauart „Burt-McCollum“                                                   |
| Bristol Hydra                  | Sternmotor, 2-reihig luftgekühlt       | 16       | 625                | Vereinigtes Königreich | | 1931          | DOHC-Zylinderköpfe                                                                              |
| Bristol Jupiter                | Sternmotor luftgekühlt                 | 9        | 430                | Vereinigtes Königreich | - Bristol Bulldog - Dornier Wal - Dornier Do R „Superwal“ - Dornier Do X - Focke-Wulf A 38 „Möwe“ | 1918          |                                                                                                 |
| Bristol Lucifer                | Sternmotor luftgekühlt                 | 3        | 75                 | Vereinigtes Königreich | - Avro 504 | 1920          | Ursprünglich auch als „Cosmos Lucifer“ bezeichnet                                               |
| Bristol Mercury                | Sternmotor luftgekühlt                 | 9        | 740                | Vereinigtes Königreich | - Fokker D.XXI - Gloster Gauntlet - Gloster Gladiator - Junkers Ju 86 - Westland Lysander | 1925          |                                                                                                 |
| Bristol Pegasus                | Sternmotor luftgekühlt                 | 9        | 743                | Vereinigtes Königreich | - Blackburn Ripon - Fairey Swordfish - Hawker Hart - Junkers Ju 52/3m - Short Sunderland - Vickers Wellesley - Vickers Wellington | 1918          |                                                                                                 |
| Bristol Perseus                | Sternmotor luftgekühlt                 | 9        | 675                | Vereinigtes Königreich | - Blackburn Skua - Westland Lysander | 1932          | Schiebersteuerung nach Bauart „Burt-McCollum“                                                   |
| Bristol Phoenix                | Sternmotor luftgekühlt                 | 9        | 346                | Vereinigtes Königreich | - Westland Wapiti | 1928          | Dieselmotor auf Basis des Bristol Pegasus                                                       |
| Bristol Taurus                 | Sternmotor, 2-fach luftgekühlt         | 14       | 831                | Vereinigtes Königreich | - Bristol Beaufighter | 1936          | Schiebersteuerung nach Bauart „Burt-McCollum“                                                   |
| Bristol Titan                  | Sternmotor luftgekühlt                 | 5        | 150                | Vereinigtes Königreich | - Avro 504 | 1928          |                                                                                                 |
| Bugatti 8-C                    | Reihenmotor wassergekühlt              | 8        | 250                | Frankreich             | | 1915          | Experimentalmotor, Lizenzen an Delaunay-Belleville und Diatto                                   |
| Bugatti U-16                   | U-Motor wassergekühlt                  | 16       | 450                | Frankreich             | - Morane-Saulnier AN | 1916          | Experimentalmotor, Lizenzen an Duesenberg (King-Bugatti) und Bréguet                            |
| Clerget 7Z                     | Umlaufmotor luftgekühlt                | 7        | 71                 | Frankreich             | - Avro 504 - Bristol Scout - Royal Aircraft Factory S.E.2 - Sopwith Pup | 1911          |                                                                                                 |
| Clerget 9B                     | Umlaufmotor luftgekühlt                | 9        | 104                | Frankreich             | - Avro 504 - Nieuport 12 - Nieuport 17 - Sopwith Camel | 1913          |                                                                                                 |
| Clerget 11Eb                   | Umlaufmotor luftgekühlt                | 11       | 150                | Frankreich             | - Sopwith Bulldog | 1918          |                                                                                                 |
| Continental A40                | Boxermotor luftgekühlt                 | 4        | 28                 | Vereinigte Staaten     | - Taylor J-2 | 1931          |                                                                                                 |
| Continental A65 / O-170        | Boxermotor luftgekühlt                 | 4        | 48                 | Vereinigte Staaten     | - Aeronca L-3 - Taylorcraft L-2 | ?             | mil. Bezeichnung: O-170                                                                         |
| Continental C85 / O-190        | Boxermotor luftgekühlt                 | 4        | 63                 | Vereinigte Staaten     | - Cessna 140 | 1944          | mil. Bezeichnung: O-190                                                                         |
| Continental C90 / O-200        | Boxermotor luftgekühlt                 | 4        | 63                 | Vereinigte Staaten     | - Cessna 150 - Piper PA-18 | 1947          | mil. Bezeichnung: O-200                                                                         |
| Continental C125 / O-280       | Boxermotor luftgekühlt                 | 4        | 93                 | Vereinigte Staaten     | - Aero-Flight Streak - CallAir Model A - Globe Swift | 1945          | mil. Bezeichnung: O-280                                                                         |
| Continental C145 / O-300       | Boxermotor luftgekühlt                 | 6        | 130                | Vereinigte Staaten     | - Cessna 170 - Cessna 172 | 1947          | mil. Bezeichnung: O-300                                                                         |
| Continental E165 / O-470       | Boxermotor luftgekühlt                 | 6        | 123                | Vereinigte Staaten     | - Boisavia Mercurey | 1950          |                                                                                                 |
| Continental IO-346             | Boxermotor luftgekühlt                 | 4        | 121                | Vereinigte Staaten     | - Beechcraft Musketeer - Stampe & Vertongen SV-4 | 1962          | Nur mit Benzineinspritzung                                                                      |
| Continental IO-360             | Boxermotor luftgekühlt                 | 6        | 157                | Vereinigte Staaten     | - Cirrus SR20 - Piper PA-34 | 1962          | Saugmotor mit Benzineinspritzung                                                                |
| Continental TSIO-360           | Boxermotor luftgekühlt                 | 6        | 168                | Vereinigte Staaten     | - Cirrus SR20 - Piper PA-34 | 1962          | Turbomotor mit Benzineinspritzung                                                               |
| Continental O-470              | Boxermotor luftgekühlt                 | 6        | 179                | Vereinigte Staaten     | - Beechcraft Bonanza - Cessna 180 - Cessna 188 | 1950          | Saugmotor mit Vergaser                                                                          |
| Continental IO-470             | Boxermotor luftgekühlt                 | 6        | 194                | Vereinigte Staaten     | - Beechcraft Baron - Beechcraft Bonanza - Cessna 185 - Cessna 210 - North American L-17 | 1952          | Saugmotor mit Benzineinspritzung                                                                |
| Continental O-520              | Boxermotor luftgekühlt                 | 6        | 213                | Vereinigte Staaten     | | 1963          | Saugmotor mit Vergaser                                                                          |
| Continental IO-520             | Boxermotor luftgekühlt                 | 6        | 224                | Vereinigte Staaten     | - Cessna 185 - Cessna 206 | 1963          | Saugmotor mit Benzineinspritzung, 6-Zyl.-Version des Continental IO-346                         |
| Continental TSIO-520           | Boxermotor luftgekühlt                 | 6        | 280                | Vereinigte Staaten     | - Cessna 206 - Cessna 210 - Cessna 401 - Piper PA-46 | 1963          | Turbomotor mit Benzineinspritzung                                                               |
| Continental IO-550             | Boxermotor luftgekühlt                 | 6        | 231                | Vereinigte Staaten     | - Beechcraft Baron - Beechcraft Bonanza - Cessna 185 - Cessna 210 - Mooney M20 | 1983          | Saugmotor mit Benzineinspritzung, Weiterentwicklung des Continental IO-520                      |
| Continental TSIO-550           | Boxermotor luftgekühlt                 | 6        | 268                | Vereinigte Staaten     | - Adam A400 - Cessna 400 | ?             | Turbomotor mit Benzineinspritzung                                                               |
| Continental TSIOL-550          | Boxermotor flüssiggekühlt              | 6        | 261                | Vereinigte Staaten     | - Extra EA-400 | ?             | Turbomotor mit Benzineinspritzung                                                               |
| Continental W670               | Sternmotor luftgekühlt                 | 7        | 186                | Vereinigte Staaten     | - Boeing-Stearman - Cessna 195 | 1934          |                                                                                                 |
| Curtiss D-12                   | V-Motor, stehend flüssiggekühlt        | 12       | 330                | Vereinigte Staaten     | - Curtiss R-6 - Boeing Modell 15 | 1923          |                                                                                                 |
| Curtiss OX-5                   | V-Motor, stehend flüssiggekühlt        | 8        | 67                 | Vereinigte Staaten     | | 1915          | Erster US-amerikanischer Motor, der in Großserie für die Luftfahrt hergestellt wurde            |

### D–H
| Triebwerk                        | Bauart Kühlung                         | Zylinder | max. Leistung (kW) | Herkunftsland          | Einsatzbeispiel | Erstlauf | Bemerkungen |
| -------------------------------- | -------------------------------------- | -------- | ------------------ | ---------------------- | --- | -------- | --- |
| Daimler-Benz DB 600              | V-Motor, hängend flüssiggekühlt        | 12       | 810                | Deutsches Reich        | - Dornier Do 17 - Heinkel He 111 - Messerschmitt Bf 109 D - Messerschmitt Bf 110                                                 | 1935     | Version mit Vergaser |
| Daimler-Benz DB 601              | V-Motor, hängend flüssiggekühlt        | 12       | 810                | Deutsches Reich        | - Dornier Do 215 - Fieseler Fi 167 - Heinkel He 111 - Messerschmitt Bf 109 E, F - Messerschmitt Bf 110                           | 1937     | Weiterentwickelte Version des DB 600 mit Benzineinspritzung |
| Daimler-Benz DB 603              | V-Motor, hängend flüssiggekühlt        | 12       | 2060               | Deutsches Reich        | - Dornier Do 217 - Dornier Do 335 - Focke-Wulf Ta 152 - Heinkel He 219 - Messerschmitt Me 410                                    | 1942     | Weiterentwickelte Version des DB 601 mit vergrößertem Hubraum |
| Daimler-Benz DB 604              | X-Motor flüssiggekühlt                 | 24       | 1922               | Deutsches Reich        | | ?        | Entwicklung im September 1944 eingestellt |
| Daimler-Benz DB 605              | V-Motor, hängend flüssiggekühlt        | 12       | 1470               | Deutsches Reich        | - Messerschmitt Bf 109 G, K - Messerschmitt Bf 110 - Messerschmitt Me 210                                                        | 1941     | Weiterentwickelte Version des DB 601 mit vergrößertem Hubraum. Mit über 42.000 Exemplaren einer der meistgebauten deutschen Kolben-Flugmotoren des Zweiten Weltkriegs. |
| Daimler-Benz DB 606              | Doppel-V-Motor, hängend flüssiggekühlt | 24       | 1985               | Deutsches Reich        | - Heinkel He 177 | 1939     | Besteht aus zwei im Winkel von 44° spiegelbildlich über Getriebe gekoppelten DB 601                                                                                    |
| Daimler-Benz DB 610              | Doppel-V-Motor, hängend flüssiggekühlt | 24       | 2170               | Deutsches Reich        | - Heinkel He 177 | ?        | Besteht aus zwei im Winkel von 44° spiegelbildlich über Getriebe gekoppelten DB 605                                                                                    |
| Daimler-Benz DB 613              | Doppel-V-Motor, hängend flüssiggekühlt | 24       | 2794               | Deutsches Reich        | - Heinkel He 177 | ?        | Besteht aus zwei im Winkel von 44° spiegelbildlich über Getriebe gekoppelten DB 603                                                                                    |
| Daimler-Benz F 1244              | Reihenmotor, stehend flüssiggekühlt    | 4        | 44                 | Deutsches Reich        | | ?        | |
| Daimler-Benz F 10546             | Reihenmotor, stehend flüssiggekühlt    | 6        | 55                 | Deutsches Reich        | | ?        | |
| Daimler-Benz F 1454              | Reihenmotor, stehend flüssiggekühlt    | 4        | 62                 | Deutsches Reich        | | ?        | |
| Daimler-Benz F 1246              | Reihenmotor, stehend flüssiggekühlt    | 6        | 70                 | Deutsches Reich        | | ?        | |
| De Havilland Gipsy               | Reihenmotor, stehend luftgekühlt       | 4        | 90                 | Vereinigtes Königreich | - De Havilland DH.60 Moth - De Havilland DH.71 Tiger Moth                                                                        | 1927     | |
| De Havilland Gipsy Major         | Reihenmotor, hängend luftgekühlt       | 4        | 108                | Vereinigtes Königreich | - De Havilland DH.82 Tiger Moth - De Havilland DH.84 Dragon - DHA-3 Drover - DHC-1 Chipmunk - Handley Page Manx - Miles Magister | 1932     | |
| De Havilland Gipsy Six           | Reihenmotor, hängend luftgekühlt       | 6        | 149                | Vereinigtes Königreich | - De Havilland „Dragon Six“ - De Havilland „Rapide“ - De Havilland „Express“ - De Havilland DH.88 Comet - Miles Mentor           | 1935     | |
| De Havilland Gipsy Queen         | Reihenmotor, hängend luftgekühlt       | 6        | 280                | Vereinigtes Königreich | - De Havilland „Rapide“ - De Havilland „Dove“ - De Havilland „Heron“ - Handley Page Marathon - Miles Mentor                      | 1936     | Militärische Version des De Havilland Gipsy Six, höhere Leistungen durch Aufladung                                                                                     |
| De Havilland Gipsy Twelve        | V-Motor, hängend luftgekühlt           | 12       | 312                | Vereinigtes Königreich | - de Havilland DH.91 „Albatross“ - De Havilland DH.93 „Don“                                                                      | 1937     | |
| Dobrynin WD-4K                   | Sternmotor, 4-fach luftgekühlt         | 24       | 3160               | Sowjetunion            | - Tupolew Tu-80/85 | 1950     | Turbo-Compound-Motor |
| Duesenberg Special A             | Reihenmotor, stehend flüssiggekühlt    | 4        | 85                 | Vereinigte Staaten     | | 1915     | Duesenbergs Walking-Beam-Ventilsteuerung, 8 Ventile |
| Duesenberg Special A-3           | Reihenmotor, stehend flüssiggekühlt    | 4        | 125                | Vereinigte Staaten     | | 1915     | Walking-Beam-Ventilsteuerung, 16 Ventile |
| Duesenberg V-12                  | V-Motor, stehend flüssiggekühlt        | 12       | 350                | Vereinigte Staaten     | | 1916     | Experimentalmotor; Walking-Beam-Ventilsteuerung, 24 Ventile |
| Duesenberg Model H               | V-Motor, stehend flüssiggekühlt        | 16       | 700                | Vereinigte Staaten     | | 1918     | Experimentalmotor; Walking-Beam-Ventilsteuerung, 48 Ventile |
| Elizalde Beta                    | Sternmotor luftgekühlt                 | 9        | 578                | Spanien                | - CASA C-202 | ?        | Entwickelt auf der Basis des Wright R-1820 |
| Fiat A.12                        | Reihenmotor, stehend flüssiggekühlt    | 6        | 220                | Italien                | | 1916     | |
| Fiat A.80                        | Sternmotor, 2-fach luftgekühlt         | 18       | 785                | Italien                | - Fiat BR.20 - Fiat G.18V - Savoia-Marchetti SM.79 „Sparviero“ - Savoia-Marchetti SM.87                                          | 1935     | Entwicklung auf der Basis des Pratt & Whitney R-1690 |
| Fiat AS.3                        | V-Motor, stehend flüssiggekühlt        | 12       | 736                | Italien                | - Macchi M.52 | 1927     | |
| Fiat AS.6                        | Doppel-V-Motor, stehend flüssiggekühlt | 24       | 2200               | Italien                | - Macchi-Castoldi M.C.72 | 1927     | Motor für Renneinsätze |
| Gnome Monosoupape 7              | Umlaufmotor luftgekühlt                | 7        | 60                 | Frankreich             | - Avro 504 - Avro 511 - Sopwith Pup                                                                                              | 1916     | |
| Gnome Monosoupape 9B-2           | Umlaufmotor luftgekühlt                | 9        | 75                 | Frankreich             | - Avro 504 - Nieuport 12 - Nieuport 28 - Sopwith Camel - Sopwith Pup                                                             | 1916     | |
| Gnome Monosoupape 9N             | Umlaufmotor luftgekühlt                | 9        | 119                | Frankreich             | - Morane-Saulnier AI - Nieuport 28C - Sopwith Camel                                                                              | 1916     | |
| Gnome et Rhône 5K Titan          | Sternmotor luftgekühlt                 | 5        | 190                | Frankreich             | | 1927     | Weiterentwicklung des Bristol Titan |
| Gnome et Rhône 7K Titan Major    | Sternmotor luftgekühlt                 | 7        | 270                | Frankreich             | | 1927     | |
| Gnome et Rhône 9K Mistral        | Sternmotor luftgekühlt                 | 9        | 405                | Frankreich             | | 1927     | |
| Gnome et Rhône 14K Mistral Major | Sternmotor, 2-fach luftgekühlt         | 14       | 750                | Frankreich             | | 1929     | |
| Gnome et Rhône 14M Mars          | Sternmotor, 2-fach luftgekühlt         | 14       | 560                | Frankreich             | - Potez 63 | 1936     | |
| Gnome et Rhône 14N               | Sternmotor, 2-fach luftgekühlt         | 14       | 810                | Frankreich             | | 1936     | |
| Gnome et Rhône 14R               | Sternmotor, 2-fach luftgekühlt         | 14       | 1160               | Frankreich             | | 1939     | |
| Green C.4                        | Reihenmotor, stehend flüssiggekühlt    | 4        | 39                 | Vereinigtes Königreich | | 1908     | |
| Guiberson A-1020                 | Sternmotor luftgekühlt                 | 9        | 239                | Vereinigte Staaten     | - Stinson Reliant | 1940     | Dieselmotor, Verwendung auch als Panzermotor |
| Hirth HM 60                      | Reihenmotor, hängend luftgekühlt       | 4        | 59                 | Deutsches Reich        | - Bücker Bü 131 - Fieseler F 5 - Klemm Kl 25 - Klemm Kl 35                                                                       | 1931     | |
| Hirth HM 500                     | Reihenmotor, hängend luftgekühlt       | 4        | 77                 | Deutsches Reich        | - Bücker Bü 181 - FFG Berlin B9 - Klemm Kl 107                                                                                   | 1938     | |
| Hirth HM 504                     | Reihenmotor, hängend luftgekühlt       | 4        | 77                 | Deutsches Reich        | - Bücker Bü 131 - Bücker Bü 181 - Klemm Kl 35                                                                                    | 1935     | |
| Hirth HM 506                     | Reihenmotor, hängend luftgekühlt       | 6        | 118                | Deutsches Reich        | - Bücker Bü 133 A - Fieseler Fi 99                                                                                               | 1935     | |
| Hirth HM 508                     | V-Motor, hängend luftgekühlt           | 8        | 225                | Deutsches Reich        | - Gotha Go 146 - Heinkel He 116 - Klemm Kl 36                                                                                    | 1937     | |
| Hirth HM 512                     | V-Motor, hängend luftgekühlt           | 12       | 335                | Deutsches Reich        | | 1938     | |
| Hirth HM 515                     | Reihenmotor, hängend luftgekühlt       | 4        | 48                 | Deutsches Reich        | - Bücker Bü 180 - Fieseler Fi 253 - Klemm Kl 105                                                                                 | 1938     | |
| Hispano-Suiza 8                  | V-Motor flüssiggekühlt                 | 8        | 221                | Spanien Schweiz        | - Royal Aircraft Factory S.E.5 - SPAD S.VII                                                                                      | 1915     | |
| Hispano-Suiza 12G                | Y-Motor, 3-reihig flüssiggekühlt       | 12       | 294                | Spanien Schweiz        | | 1920     | |
| Hispano-Suiza 12Y                | V-Motor flüssiggekühlt                 | 12       | 1160               | Spanien Schweiz        | - Royal Aircraft Factory S.E.5 - SPAD S.VII                                                                                      | 1932     | |

### I–R
| Triebwerk                                 | Bauart Kühlung                          | Zylinder | max. Leistung (kW) | Herkunftsland                     | Einsatzbeispiel | Erstlauf | Bemerkungen                                                                                              |
| ----------------------------------------- | --------------------------------------- | -------- | ------------------ | --------------------------------- | --- | -------- | --- |
| Iwtschenko AI-14                          | Sternmotor luftgekühlt                  | 9        | 221                | Sowjetunion                       | - Aero L-60 - Antonow An-14 - Jakowlew Jak-12 - Jakowlew Jak-18 - Kamow Ka-15 - Kamow Ka-18 - Let Z-37 - PZL-101 - PZL-104 | 1950     | Lizenzbau in der Tschechoslowakei als M-462                                                              |
| Junkers Jumo 205                          | Gegenkolbenmotor flüssiggekühlt         | 6        | 515                | Deutsches Reich                   | - Dornier Do 18 - Blohm & Voss Ha 139 | 1932     | Zweitakt-Dieselmotor                                                                                     |
| Junkers Jumo 207                          | Gegenkolbenmotor flüssiggekühlt         | 6        | 650                | Deutsches Reich                   | - Blohm & Voss BV 222 - Junkers Ju 86 P | 1939     | Zweitakt-Dieselmotor für große Flughöhen                                                                 |
| Junkers Jumo 210                          | V-Motor, hängend flüssiggekühlt         | 12       | 537                | Deutsches Reich                   | - Junkers Ju 87 - Messerschmitt Bf 109 - Messerschmitt Bf 110 | 1934     | |
| Junkers Jumo 211                          | V-Motor, hängend flüssiggekühlt         | 12       | 1100               | Deutsches Reich                   | - Heinkel He 111 - Junkers Ju 87 - Junkers Ju 88 | 1937     | Meistgebauter deutscher Flugmotor während des Zweiten Weltkriegs                                         |
| Junkers Jumo 213                          | V-Motor, hängend flüssiggekühlt         | 12       | 1470               | Deutsches Reich                   | - Focke-Wulf Fw 190 D - Junkers Ju 88 - Junkers Ju 188 | 1942     | |
| Junkers Jumo 222                          | Sternmotor, 4-reihig flüssiggekühlt     | 24       | 1470               | Deutsches Reich                   | - Junkers Ju 288 | 1939     | Durch andere Zündfolge kein echter Sternmotor, Entwicklung 1943 abgebrochen                              |
| Junkers Jumo 223                          | Gegenkolbenmotor, 4-fach flüssiggekühlt | 24       | 1839               | Deutsches Reich                   | | 1940     | experimenteller Zweitakt-Dieselmotor mit vier Kurbelwellen, nur Prüfstandsläufe                          |
| Junkers L 2                               | Reihenmotor flüssiggekühlt              | 6        | 206                | Deutsches Reich                   | - Junkers F 13 - Junkers G 23 - Junkers G 24 | 1924     | Nachbau des BMW IIIa                                                                                     |
| Junkers L 5                               | Reihenmotor flüssiggekühlt              | 6        | 313                | Deutsches Reich                   | - Albatros L 73 - Albatros L 75 - Caspar C 32 - Focke-Wulf A 32 - Heinkel He 42 - Heinkel HD 24 - Heinkel He 50 - Junkers F 13 - Junkers A 20 - Junkers A 35 - Junkers G 23 - Junkers G 24 - Junkers K 30 - Junkers G 31 - Junkers W 33 - Messerschmitt M24 - Rohrbach Ro VIII | 1925     | Nachbau des BMW IV                                                                                       |
| Kinner K-5                                | Sternmotor luftgekühlt                  | 5        | 118                | Vereinigte Staaten                | - Granville Bros. Aircraft Model A | 1919     | |
| Liberty L-12                              | V-Motor, stehend flüssiggekühlt         | 12       | 329                | Vereinigte Staaten                | - Curtiss NC - Curtiss Falcon - De Havilland D.H.4 - Douglas M-2 - Gallaudet D-4 - Packard-Le Père LUSAC-11 - Packard-Le Père LUSAGH-11 - Packard-Le Père LUSAO-11 | 1917     | |
| Limbach L 2000                            | Boxermotor luftgekühlt                  | 4        | 60                 | Deutschland                       | - Grob G 109 | 1980     | Saugmotor mit Vergaser, basiert auf dem Motor des VW Käfer                                               |
| Limbach L 2400                            | Boxermotor luft-/flüssiggekühlt         | 4        | 125                | Deutschland                       | - Grob G 109 - Stemme S10 | 1984     | Turbomotor mit Benzineinspritzung, basiert auf dem Motor des VW Käfer                                    |
| Lycoming O-235                            | Boxermotor luftgekühlt                  | 4        | 93                 | Vereinigte Staaten                | - Beechcraft 77 - Cessna 152 - Piper PA-12 - Piper PA-38 | 1940     | Saugmotor mit Vergaser                                                                                   |
| Lycoming O-320                            | Boxermotor luftgekühlt                  | 4        | 119                | Vereinigte Staaten                | - Cessna 172 - Piper PA-28 | 1953     | Saugmotor mit Vergaser                                                                                   |
| Lycoming O-360                            | Boxermotor luftgekühlt                  | 4        | 168                | Vereinigte Staaten                | - Cessna 172 - Cessna 177 - Grob G 115 - Mooney M20 - Piper PA-18 - Piper PA-28 | 1955     | Saugmotor mit Vergaser                                                                                   |
| Lycoming O-540                            | Boxermotor luftgekühlt                  | 6        | 257                | Vereinigte Staaten                | - Brantly 305 (Hubschrauber) - Cessna 182 - Dornier Do 28 - Mooney M20 - Piper PA-31 | 1957     | Saugmotor mit Vergaser                                                                                   |
| Lycoming IO-580                           | Boxermotor luftgekühlt                  | 6        | 235                | Vereinigte Staaten                | - Extra 300 | 1996     | Saugmotor mit Benzineinspritzung                                                                         |
| Lycoming O-720                            | Boxermotor luftgekühlt                  | 8        | 294                | Vereinigte Staaten                | - Piper PA-24-400 - Piper PA-36 | 1961     | Saugmotor mit Benzineinspritzung                                                                         |
| Lycoming R-680                            | Sternmotor luftgekühlt                  | 9        | 220                | Vereinigte Staaten                | - Boeing-Stearman - Stinson Model A - Stinson SM-6000 | 1929     | |
| Lycoming XR-7755                          | Sternmotor, 4-reihig flüssiggekühlt     | 36       | 3680               | Vereinigte Staaten                | | 1944     | Größter und leistungsstärkster je gebauter Flugzeug-Kolbenmotor der Welt                                 |
| Maybach MB IVa                            | Reihenmotor, stehend flüssiggekühlt     | 6        | 245                | Deutsches Reich                   | - Hansa-Brandenburg W.29 - Rumpler C.VII - Dornier Rs III | 1916     | spezieller Höhenmotor zur Erreichung großer Flughöhen                                                    |
| Mercedes D II                             | Reihenmotor, stehend flüssiggekühlt     | 6        | 120                | Deutsches Reich                   | - Aviatik B.II - Aviatik C.I - Albatros B.I - Albatros B.II - DFW B.II - Fokker D.I - Friedrichshafen FF.29 - Halberstadt D.II - Junkers J 1 „Blechesel“ - Zmaj Fizir FN | 1914     | |
| Mercedes D III                            | Reihenmotor, stehend flüssiggekühlt     | 6        | 130                | Deutsches Reich                   | - Albatros C.III - Albatros D.III - Fokker D.IV - Pfalz D.III | 1915     | |
| Mercedes D IV                             | Reihenmotor, stehend flüssiggekühlt     | 8        | 160                | Deutsches Reich                   | - Gotha G.II | 1915     | |
| Mercedes D IVa                            | Reihenmotor, stehend flüssiggekühlt     | 6        | 194                | Deutsches Reich                   | - Gotha G.III | 1916     | |
| Mikulin AM-34                             | V-Motor, stehend flüssiggekühlt         | 12       | 772                | Sowjetunion                       | - Petljakow Pe-8 - Polikarpow R-5 - Tupolew TB-3 | 1932     | |
| Mikulin AM-35                             | V-Motor, stehend flüssiggekühlt         | 12       | 993                | Sowjetunion                       | - Mikojan-Gurewitsch MiG-1 - Mikojan-Gurewitsch MiG-3 - Petljakow Pe-8 | 1939     | |
| Mikulin AM-38                             | V-Motor, stehend flüssiggekühlt         | 12       | 1270               | Sowjetunion                       | - Iljuschin Il-2 - Iljuschin Il-10 | 1941     | |
| Mitsubishi Kasei                          | Sternmotor, 2-fach luftgekühlt          | 14       | 1380               | Japan                             | - Mitsubishi J2M „Raiden“ | 1938     | |
| Mitsubishi Kinsei                         | Sternmotor, 2-fach luftgekühlt          | 14       | 1150               | Japan                             | - Aichi D3A - Kawasaki Ki-100 - Mitsubishi A6M „Zero“ | 1934     | Entwicklung auf der Basis des Pratt & Whitney R-1690                                                     |
| Mitsubishi Zuisei                         | Sternmotor, 2-fach luftgekühlt          | 14       | 810                | Japan                             | - Mitsubishi F1M - Kawasaki Ki-45 „Toryu“ - Mitsubishi Ki-57 | 1931     | |
| Nakajima Homare                           | Sternmotor, 2-fach luftgekühlt          | 18       | 1490               | Japan                             | - Aichi B7A - Mitsubishi A7M - Nakajima C6N - Nakajima G8N - Nakajima Ki-84 - Yokosuka P1Y1 | 1941     | |
| Nakajima Sakae                            | Sternmotor, 2-fach luftgekühlt          | 14       | 843                | Japan                             | - Kawasaki Ki-48 - Mitsubishi A6M - Nakajima B5N - Nakajima J1N - Nakajima Ki-43 - Kawasaki Ki-56 | ?        | |
| Napier Dagger                             | H-Motor luftgekühlt                     | 24       | 736                | Vereinigtes Königreich            | - Handley Page Hampden | 1934     | |
| Napier Lion                               | Y-Motor flüssiggekühlt                  | 12       | 970                | Vereinigtes Königreich            | - Avro Bison - Blackburn Dart - Fairey III - Fairey Fawn - Handley Page Hyderabad - Supermarine Seagull - Supermarine Southampton - Vickers Virginia - Westland Walrus | 1918     | |
| Napier Rapier                             | H-Motor luftgekühlt                     | 16       | 254                | Vereinigtes Königreich            | - Fairey Seafox | 1929     | |
| Napier Sabre                              | H-Motor flüssiggekühlt                  | 24       | 2570               | Vereinigtes Königreich            | - Hawker Tempest - Hawker Typhoon | 1938     | Schiebersteuerung nach Bauart „Burt-McCollum“                                                            |
| Packard 1A-2775                           | X-Motor, flüssiggekühlt                 | 24       | 1500               | Vereinigte Staaten                | - Kirkham-Williams Seaplane Racer - Williams Mercury Racer | 1926     | Motor für Schneider-Trophy- resp. Weltrekordflugzeug                                                     |
| Packard Merlin V-1650                     | V-Motor, stehend flüssiggekühlt         | 12       | 1670               | Vereinigte Staaten                | - Curtiss P-40F/L „Warhawk“ - North American P-51D „Mustang“ - Hawker Hurricane (kan. Lizenzbau) - De Havilland DH.98 Mosquito | 1941     | in Lizenz von der Packard Motor Car Company gebaute Version des britischen Flugmotors Rolls-Royce Merlin |
| Pobjoy Niagara                            | Sternmotor luftgekühlt                  | 7        | 96                 | Vereinigtes Königreich            | - Short Stirling (verkleinertes Erprobungsmuster) | 1934     | |
| Pobjoy R                                  | Sternmotor luftgekühlt                  | 7        | 63                 | Vereinigtes Königreich            | - British Aircraft Swallow - DFS 39 / Lippisch Delta IV - Fieseler F 3 Wespe | 1926     | |
| Porsche PFM 3200                          | Boxermotor luftgekühlt                  | 6        | 156                | Deutschland                       | - Mooney M20L PFM - Robin DR 400/RP | 1984     | Saugmotor mit Benzineinspritzung, basiert auf dem Motor des Porsche 911                                  |
| Praga D                                   | Boxermotor, luftgekühlt                 | 4        | 58                 | Tschechoslowakei, Deutsches Reich | - Orličan M-2 „Skaut“ - Praga E-114 „Air Baby“ - VZLÚ HC-2 „Heli Baby“ - Zlín Z-22 „Junák“ | 1938     | |
| Pratt & Whitney R-1340 „Wasp“             | Sternmotor luftgekühlt                  | 9        | 447                | Vereinigte Staaten                | - Boeing Model 266 - Curtiss O-52 - Lockheed Vega - Noorduyn C-64 „Norseman“ - North American T-6 - Sikorsky S-38 - Ford Trimotor | 1925     | erster Flugmotor des US-amerikanischen Herstellers Pratt & Whitney                                       |
| Pratt & Whitney R-985 „Wasp Junior“       | Sternmotor luftgekühlt                  | 9        | 328                | Vereinigte Staaten                | - Airspeed Oxford - Avro Anson - Beechcraft Staggerwing - Beechcraft Model 18 - de Havilland DHC-2 „Beaver“ - Lockheed Electra - Ma × Holste Broussard - Vought Kingfisher - Boeing Stearman                                                                                   | 1929     | kleinster Flugmotor der „Wasp“-Baureihe                                                                  |
| Pratt & Whitney R-1535 „Twin Wasp Junior“ | Sternmotor, 2-fach luftgekühlt          | 14       | 615                | Vereinigte Staaten                | - Hughes H-1 - Douglas O-46 - Fokker D.XXI - Grumman F2F - Vought SB2U Vindicator | 1932     | |
| Pratt & Whitney R-1690 „Hornet“           | Sternmotor luftgekühlt                  | 9        | 589                | Vereinigte Staaten                | - Boeing Model 80 - Boeing 221 - Junkers Ju 52/3m - Junkers Ju 86 - Junkers W 34 - Lockheed Lodestar - Martin B-10 - Sikorsky S-42 | 1926     | |
| Pratt & Whitney R-1830 „Twin Wasp“        | Sternmotor, 2-fach luftgekühlt          | 14       | 1007               | Vereinigte Staaten                | - Consolidated B-24 „Liberator“ - Consolidated PBY „Catalina“ - Douglas DC-3 - Grumman F4F „Wildcat“ - Martin A-22 „Maryland“ | 1931     | |
| Pratt & Whitney R-2000 „Twin Wasp“        | Sternmotor, 2-fach luftgekühlt          | 14       | 1066               | Vereinigte Staaten                | - Aviation Traders ATL-98 - Chance Vought XF5U - Saab 90 Scandia | 1942     | |
| Pratt & Whitney R-2180 „Twin Hornet“      | Sternmotor, 2-fach luftgekühlt          | 14       | 1100               | Vereinigte Staaten                | - North American XB-21 - Stearman XA-21 | 1936     | |
| Pratt & Whitney R-2180 „Twin Wasp“        | Sternmotor, 2-fach luftgekühlt          | 14       | 1100               | Vereinigte Staaten                | - Saab 90 Scandia | 1945     | |
| Pratt & Whitney R-2800 „Double Wasp“      | Sternmotor, 2-fach luftgekühlt          | 18       | 1840               | Vereinigte Staaten                | - Chance Vought F4U - Convair CV-240 - Convair CV-340 - Douglas DC-6 - Grumman F6F „Hellcat“ - Grumman F8F „Bearcat“ - Martin B-26 „Marauder“ - Republic P-47 | 1939     | |
| Pratt & Whitney R-4360 „Wasp Major“       | Sternmotor, 4-fach luftgekühlt          | 28       | 3160               | Vereinigte Staaten                | - Boeing 377 - Boeing B-50 - Convair B-36 - Fairchild C-119 „Flying Boxcar“ - Hughes H-4 - Martin JRM „Mars“ | 1945     | |
| RED A03                                   | V-Motor, stehend flüssiggekühlt         | 12       | 368                | Deutschland                       | - Jakowlew Jak-152 | 2014     | Viertakt-Dieselmotor                                                                                     |
| Rolls-Royce Buzzard                       | V-Motor, stehend flüssiggekühlt         | 12       | 699                | Vereinigtes Königreich            | - Blackburn Iris - Blackburn Perth - Hawker Horsley | 1928     | vergrößerte Version des Rolls-Royce Kestrel                                                              |
| Rolls-Royce Condor                        | V-Motor, stehend flüssiggekühlt         | 12       | 551                | Vereinigtes Königreich            | - Blackburn Iris - R100 (Luftschiff) - Avro 549 (Prototypen) | 1918     | |
| Rolls-Royce Crecy                         | V-Motor, stehend flüssiggekühlt         | 12       | 1838               | Vereinigtes Königreich            | | 1941     | Zweitaktmotor, nur sechs Exemplare gebaut, Entwicklung 1945 eingestellt                                  |
| Rolls-Royce Eagle                         | V-Motor, stehend flüssiggekühlt         | 12       | 265                | Vereinigtes Königreich            | - Airco DH.4 - Handley Page O/100 - Handley Page O/400 | 1915     | |
| Rolls-Royce Eagle XVI                     | X-Motor flüssiggekühlt                  | 16       |                    | Vereinigtes Königreich            | | 1925     | Entwicklung bereits vor dem Prototypstadium eingestellt, geplante Leistung: ca. 373 kW (500 PS)          |
| Rolls-Royce Exe                           | X-Motor luftgekühlt                     | 24       | 846                | Vereinigtes Königreich            | | 1936     | |
| Rolls-Royce Falcon                        | V-Motor, stehend flüssiggekühlt         | 12       | 210                | Vereinigtes Königreich            | - Avro 529 - Bristol F.2 - Blackburn Kangaroo - Royal Aircraft Factory F.E.2 - Vickers Viking (Type 16) - Westland Limousine | 1915     | |
| Rolls-Royce Griffon                       | V-Motor, stehend flüssiggekühlt         | 12       | 1805               | Vereinigtes Königreich            | - Avro Shackleton - Supermarine Seafire - Supermarine Seagull - Supermarine Seafang - Supermarine Spiteful | 1939     | |
| Rolls-Royce Hawk                          | Reihenmotor, stehend flüssiggekühlt     | 6        | 56                 | Vereinigtes Königreich            | - Airco DH.4 - Handley Page O/100 - Handley Page O/400 | 1914     | |
| Rolls-Royce Kestrel                       | V-Motor, stehend flüssiggekühlt         | 12       | 780                | Vereinigtes Königreich            | - Arado Ar 67 - Arado Ar 80 - Hawker Fury - Hawker Hart - Heinkel He 70 - Heinkel He 112 | 1926     | |
| Rolls-Royce Merlin                        | V-Motor, stehend flüssiggekühlt         | 12       | 1536               | Vereinigtes Königreich            | - Avro Lancaster - Avro Lancastrian - Supermarine Seafire - Handley Page Halifax - Hawker Hurricane - Supermarine Spitfire - Vickers Wellington | 1933     | |
| Rolls-Royce Peregrine                     | V-Motor, stehend flüssiggekühlt         | 12       | 660                | Vereinigtes Königreich            | - Westland Whirlwind | 1938     | |
| Rolls-Royce R                             | V-Motor, stehend flüssiggekühlt         | 12       | 1920               | Vereinigtes Königreich            | - Supermarine S.6 - Blue Bird K4 (Rennboot) | 1929     | Grundlage für die Entwicklung des Rolls-Royce Griffon, 19 Exemplare gebaut                               |
| Rolls-Royce Vulture                       | X-Motor flüssiggekühlt                  | 24       | 1308               | Vereinigtes Königreich            | - Avro Manchester - Blackburn B-20 | 1937     | entwickelt aus dem Rolls-Royce Kestrel                                                                   |
| Rotax 503                                 | Reihenmotor, stehend luftgekühlt        | 2        | 37                 | Österreich                        | - diverse Ultraleichtflugzeuge | ?        | Zweitaktmotor                                                                                            |
| Rotax 912                                 | Boxermotor luft-/flüssiggekühlt         | 4        | 74                 | Österreich                        | - Cessna 150 - Diamond DA20 - Grob G 109 - Stemme S10 | 1989     | Saugmotor mit Benzineinspritzung                                                                         |
| Rotax 914                                 | Boxermotor luft-/flüssiggekühlt         | 4        | 85                 | Österreich                        | - Cessna 150 - Diamond DA20 - Grob G 109 - Stemme S10 | 1989     | Turbomotor mit Benzineinspritzung                                                                        |

### S–Z
| Triebwerk                  | Bauart Kühlung                      | Zylinder | max. Leistung (kW) | Herkunftsland          | Einsatzbeispiel | Erstlauf    | Bemerkungen                                                                                 |
| -------------------------- | ----------------------------------- | -------- | ------------------ | ---------------------- | --- | ----------- | ------------------------------------------------------------------------------------------- |
| Schwezow M-11              | Sternmotor luftgekühlt              | 5        | 147                | Sowjetunion            | - Jakowlew Jak-6 - Mikojan-Gurewitsch MiG-8 - Polikarpow Po-2 | 1923        |                                                                                             |
| Schwezow ASch-2K           | Sternmotor, 4-fach luftgekühlt      | 28       | 3460               | Sowjetunion            | - Tupolew Tu-80/85 | 1949        |                                                                                             |
| Schwezow ASch-62           | Sternmotor luftgekühlt              | 9        | 746                | Sowjetunion            | - Antonow An-2 - Antonow An-6 - Polikarpow I-16 - PZL-106 Kruk - Suchoi Su-2 - Suchoi Su-12 | 1937        | Weiterentwicklung des Wright R-1820 „Cyclone“                                               |
| Schwezow ASch-73           | Sternmotor, 2-fach luftgekühlt      | 18       | 1800               | Sowjetunion            | - Berijew Be-6 - Iljuschin Il-18 - Tupolew Tu-4 - Tupolew Tu-70 - Tupolew Tu-75 | 1946        |                                                                                             |
| Schwezow ASch-82           | Sternmotor, 2-fach luftgekühlt      | 14       | 1900               | Sowjetunion            | - Iljuschin Il-12 - Iljuschin Il-14 - Lawotschkin La-5 - Suchoi Su-2 - Suchoi Su-12 | 1940        |                                                                                             |
| Siemens & Halske Sh.III    | Umlaufmotor luftgekühlt             | 11       | 180                | Deutsches Reich        | - Albatros D.XI - Pfalz D.VIII - Siemens-Schuckert D.III | 1918        |                                                                                             |
| Siemens & Halske Sh.4      | Sternmotor luftgekühlt              | 5        | 40                 | Deutsches Reich        | - Dornier Do A - Junkers K 16 - Siemens-Schuckert D.III | 1921        |                                                                                             |
| Siemens & Halske Sh.5      | Sternmotor luftgekühlt              | 7        | 60                 | Deutsches Reich        | - Junkers K 16 | 1921        |                                                                                             |
| Siemens & Halske Sh.11     | Sternmotor luftgekühlt              | 7        | 75                 | Deutsches Reich        | - Arado S III - BFW-3 - Dornier Do A - Focke-Wulf GL 18 - Heinkel HD 32 - Messerschmitt M18 - Messerschmitt M21 - Messerschmitt M26 - Raab-Katzenstein Kl. 1 - Raab-Katzenstein RK 2 - Udet U 10 - Udet U 12                                                                                            | 1925        |                                                                                             |
| Siemens & Halske Sh.12     | Sternmotor luftgekühlt              | 9        | 80                 | Deutsches Reich        | - Arado S I - Arado S III - Arado W II - BFW-1 - Focke-Wulf A 16 - Focke-Wulf GL 18 - Focke-Wulf GL 22 - Heinkel HD 32 - IVL K.1 - Junkers K 16 - Messerschmitt M18 - Messerschmitt M21 - Raab-Katzenstein Kl 1 - Raab-Katzenstein RK 2 - Taylor Chummy - Udet U 11 - Udet U 12 - VL Paarma - VL Sääski | 1925        |                                                                                             |
| Siemens & Halske Sh.13     | Sternmotor luftgekühlt              | 5        | 60                 | Deutsches Reich        | - Focke-Wulf S 24 - Junkers A 50 - Messerschmitt M27 | 1928        |                                                                                             |
| Siemens & Halske Sh.14     | Sternmotor luftgekühlt              | 7        | 93                 | Deutsches Reich        | - Bücker Bü 133 - Focke-Wulf Fw 44 - Heinkel He 72 - Klemm Kl 31 | 1928        |                                                                                             |
| Sunbeam Afridi             | V-Motor, stehend flüssiggekühlt     | 12       | 149                | Vereinigtes Königreich | - Armstrong Whitworth F.K.10 - Avro 519 | 1916        |                                                                                             |
| Sunbeam Arab               | V-Motor, stehend flüssiggekühlt     | 8        | 155                | Vereinigtes Königreich | - Armstrong Whitworth F.K.10 - Avro 530 - Bristol F.2 - Fairey III - Sopwith Cuckoo | 1916        |                                                                                             |
| Sunbeam Cossack            | V-Motor, stehend flüssiggekühlt     | 12       | 239                | Vereinigtes Königreich | - Handley Page Type O/400 | 1916        |                                                                                             |
| Sunbeam Crusader           | V-Motor, stehend flüssiggekühlt     | 8        | 112                | Vereinigtes Königreich | - Avro 510 - Curtiss H4 - Short Admiralty Type 827 - Sikorsky Ilja Muromez | 1912        |                                                                                             |
| Sunbeam Dyak               | Reihenmotor, stehend flüssiggekühlt | 6        | 74                 | Vereinigtes Königreich | - Avro 504 | 1918        |                                                                                             |
| Sunbeam Nubian             | V-Motor, stehend flüssiggekühlt     | 8        | 116                | Vereinigtes Königreich | - Armstrong Whitworth F.K.10 | 1916        |                                                                                             |
| Sunbeam Pathan             | Reihenmotor, stehend flüssiggekühlt | 6        | 74                 | Vereinigtes Königreich | | 1929        | Dieselmotor-Prototypen auf der Basis des Sunbeam Dyak                                       |
| Thielert Centurion 1.7     | Reihenmotor, stehend flüssiggekühlt | 4        | 100                | Deutschland            | - Diamond DA 40 TDI - Robin DR 400-135 cdi „Dauphin“ | 2002        | Dieselmotor auf Basis des Mercedes-Benz OM 668                                              |
| Thielert Centurion 4.0     | V-Motor, stehend flüssiggekühlt     | 8        | 257                | Deutschland            | - Beechcraft Model 60 - HPA TT62 | 2006        | Dieselmotor auf Basis des Mercedes-Benz OM 629                                              |
| Tumanski M-87              | Sternmotor, 2-fach luftgekühlt      | 14       | 710                | Sowjetunion            | - Iljuschin Il-4 - Polikarpow I-180 - Suchoi Su-2 | 1938        | Weiterentwicklung des Gnome et Rhône 14K „Mistral Major“                                    |
| Walter Bora                | Sternmotor luftgekühlt              | 9        | 179                | Tschechoslowakei       | - Aero A-200 - Nardi FN.305 - RWD-9 - WNF Wn 11 | 1933        |                                                                                             |
| Walter Castor              | Sternmotor luftgekühlt              | 7        | 194                | Tschechoslowakei       | - Dornier Do K - Letov Š-28 | 1929        |                                                                                             |
| Walter M332                | Reihenmotor, hängend luftgekühlt    | 4        | 124                | Tschechoslowakei       | - Aero Ae-145 - Orličan L-40 - Zlín Z-135 | 1958        |                                                                                             |
| Walter Major               | Reihenmotor luftgekühlt             | 4 / 6    | 96 / 151           | Tschechoslowakei       | - RWD-20 - Zlín Z-XIII | 1933 / 1934 |                                                                                             |
| Walter Minor               | Reihenmotor, hängend luftgekühlt    | 4        | 77                 | Tschechoslowakei       | - Bücker Bü 181 - Zlín Z-22 | 1930        |                                                                                             |
| Walter Mikron              | Reihenmotor, hängend luftgekühlt    | 4        | 55                 | Tschechoslowakei       | - Jodel D11 - Tipsy Belfair - Zlín Z-XII | 1935        |                                                                                             |
| Walter Pollux              | Sternmotor luftgekühlt              | 9        | 358                | Tschechoslowakei       | - Fieseler F 2 Tiger | 1936        |                                                                                             |
| Walter Sagitta             | V-Motor, hängend luftgekühlt        | 12       | 399                | Tschechoslowakei       | - Fokker D.XXIII - VEF Irbitis I-16 | 1937        |                                                                                             |
| Walter Vega                | Sternmotor luftgekühlt              | 5        | 63                 | Tschechoslowakei       | - Aero A.34 | 1929        |                                                                                             |
| Wedenejew M-14             | Sternmotor luftgekühlt              | 9        | 265                | Sowjetunion            | - Jakowlew Jak-52 - Kamow Ka-26 (Hubschrauber) - Mil Mi-34 (Hubschrauber) - Suchoi Su-26 | ?           |                                                                                             |
| Wolseley Aries             | Sternmotor luftgekühlt              | 9        | 168                | Vereinigtes Königreich | - Airspeed AS.6 - Hawker Tomtit | 1933        |                                                                                             |
| Wolseley Type C            | V-Motor, stehend flüssiggekühlt     | 8        | 41                 | Vereinigtes Königreich | - Royal Aircraft Factory B.E.2 | 1910        |                                                                                             |
| Wright R-540 „Whirlwind 5“ | Sternmotor luftgekühlt              | 5        | 130                | Vereinigte Staaten     | - Curtiss Robin | 1929        |                                                                                             |
| Wright R-760 „Whirlwind 7“ | Sternmotor luftgekühlt              | 7        | 261                | Vereinigte Staaten     | - Beechcraft Model 17 - Cessna DC-6 - Naval Aircraft Factory N3N - Stinson Reliant | 1929        |                                                                                             |
| Wright R-790 „Whirlwind 9“ | Sternmotor luftgekühlt              | 9        | 147                | Vereinigte Staaten     | - Atlantic C-2 - Ford AT-5 „Trimotor“ - Naval Aircraft Factory N3N - Spirit of St. Louis | 1925        |                                                                                             |
| Wright R-1300 „Cyclone 7“  | Sternmotor luftgekühlt              | 7        | 588                | Vereinigte Staaten     | - North American T-28 - Sikorsky S-55 (Hubschrauber) | 1942        |                                                                                             |
| Wright R-1820 „Cyclone 9“  | Sternmotor luftgekühlt              | 9        | 1129               | Vereinigte Staaten     | - Boeing B-17 „Fortress“ | 1932        |                                                                                             |
| Wright R-2160 „Tornado 42“ | Sternmotor, 6-reihig flüssiggekühlt | 42       | 1.728              | Vereinigte Staaten     | - Lockheed XP-58 - Republic XP-72 - Vultee XP-68 Tornado | 1940        | Experimentalmotor                                                                           |
| Wright R-2600 „Cyclone 14“ | Sternmotor, 2-fach luftgekühlt      | 14       | 1417               | Vereinigte Staaten     | - Boeing 314 - Curtiss SB2C „Helldiver“ - Douglas A-20 - Grumman TBF „Avenger“ - Martin PBM „Mariner“ - North American B-25 „Mitchell“ | 1935        |                                                                                             |
| Wright R-3350 „Cyclone 18“ | Sternmotor, 2-fach luftgekühlt      | 18       | 2800               | Vereinigte Staaten     | - Boeing B-29 „Superfortress“ - Boeing C-97 „Stratofreighter“ - Douglas DC-7 - Fairchild C-119 „Flying Boxcar“ - Lockheed Super Constellation - Martin JRM-1 und -3 „Mars“ | 1937        | Ab 1950 auch als Turbo-Compound-Motor, nach Ausmusterung auch im Tractorpulling eingesetzt  |
| Wright R-4090 „Cyclone 22“ | Sternmotor, 2-fach luftgekühlt      | 22       | 2200               | Vereinigte Staaten     | | 1944        | Entwicklung auf der Basis des Wright R-3350 „Cyclone 18“, nur drei Versuchsexemplare gebaut |
| Zoche ZO 01A               | Sternmotor luftgekühlt              | 4        | 110                | Deutschland            | | ?           | Zweitakt-Dieselmotor                                                                        |
| Zoche ZO 02A               | Sternmotor, 2-fach luftgekühlt      | 8        | 220                | Deutschland            | | ?           | Zweitakt-Dieselmotor                                                                        |
| Zoche ZO 03A               | V-Motor, hängend luftgekühlt        | 2        | 51                 | Deutschland            | | ?           | Zweitakt-Dieselmotor                                                                        |
| Zündapp 9-092              | Reihenmotor, hängend luftgekühlt    | 4        | 37                 | Deutsches Reich        | - Fieseler Fi 253 - Gotha Go 150 - Klemm Kl 105 - Siebel Si 202 | 1938        |                                                                                             |

## Wellenleistungstriebwerke
Die aufgelisteten Wellenleistungstriebwerke wurden bzw. werden in teilweise unterschiedlichsten Varianten und Leistungen gebaut. Die Angabe der Wellenleistung bezieht sich auf die leistungsstärkste Version.
- Spalte "Bauart"
  - ND: Niederdruckverdichter / -turbine
  - MD: Mitteldruckverdichter / -turbine
  - HD: Hochdruckverdichter / -turbine
  - AT: Arbeitsturbine
  - FT: Arbeitsturbine als Freilaufturbine

| Triebwerk                            | Bauart Verdichter Turbine                                 | Wellen | max. Leistung (kW) | Herkunftsland                                         | Einsatzbeispiel | Erstlauf | Bemerkungen |
| ------------------------------------ | --------------------------------------------------------- | ------ | ------------------ | ----------------------------------------------------- | --- | -------- | --- |
| Allison 250 / T63                    | Wellenturbine 7 × HD 2 × HD, 2 × AT                       | 2      | 525                | Vereinigte Staaten                                    | - Bell 430 - Bölkow Bo 105 - Hughes OH-6 "Cayuse" | 1960     | |
| Allison 501-D / T56                  | Propellerturbine 14 × HD 4 × HD/AT                        | 1      | 3860               | Vereinigte Staaten                                    | - Grumman C-2 „Greyhound“ - Grumman E-2 „Hawkeye“ - Lockheed C-130 „Hercules“ - Lockheed L-188 „Electra“ - Lockheed P-3 „Orion“                                                                                         | 1949     | |
| Armstrong Siddeley Double Mamba      | Doppel-Propellerturbine je 10 × HD je 2 × HD/AT           | je 1   | 2200               | Vereinigtes Königreich                                | - Fairey Gannet | 1949     | Doppeltriebwerk mit gegenläufigen Koaxialpropellern                                                                                                  |
| Armstrong Siddeley Mamba             | Propellerturbine 10 × HD 2 × HD/AT                        | 1      | 1100               | Vereinigtes Königreich                                | - Boulton Paul Balliol - Handley Page Marathon | 1946     | |
| Armstrong Siddeley Python            | Propellerturbine 14 × HD 2 × HD/AT                        | 1      | 3065               | Vereinigtes Königreich                                | - Westland Wyvern | 1945     | |
| Bristol Proteus                      | Propellerturbine 12 × HD 2 × HD, 2 × AT                   | 2      | 2515               | Vereinigtes Königreich                                | - Bristol Britannia - Saunders-Roe Princess | 1947     | |
| Europrop International TP400         | Propellerturbine 5 × MD, 6 × HD 1 × HD, 1 × MD, 3 × ND/AT | 3      | 8200               | Deutschland Vereinigtes Königreich Frankreich Spanien | - Airbus A400M | 2005     | Leistungsstärkstes Einzelpropeller-Triebwerk |
| General Electric T31                 | Propellerturbine 1 × HD 1 × HD/AT                         | 1      | 1110               | Vereinigte Staaten                                    | - Ryan XF2R „Dark Shark“ | 1943     | Erstes US-amerikanisches Turboprop-Triebwerk |
| General Electric T58                 | Wellenturbine 10 × HD 2 × HD, 1 × FT                      | 1      | 1390               | Vereinigte Staaten                                    | - Aerospatiale SA 321K Super Frelon - Agusta A101 - Bell UH-1F/TH-1F - Bell X-22 (YT58) - Boeing CH-46 „Sea Knight“ - Kaman SH-2 „Seasprite“ - Sikorsky S-61 „Sea King“ - Sikorsky S-62 - Sikorsky S-67 - Sikorsky S-72 | 1955     | |
| General Electric T64                 | Propellerturbine Wellenturbine 14 × HD 2 × HD, 2 × FT     | 1      | 3540               | Vereinigte Staaten                                    | - de Havilland Canada DHC-5 - Lockheed AH-56 „Cheyenne“ - Sikorsky CH-53 | ?        | |
| General Electric T700                | Wellenturbine 1 × ND, 5 × HD 2 × HD, 2 × ND/AT            | 2      | 1491               | Vereinigte Staaten                                    | - AgustaWestland AW101 „Merlin“ - Boeing AH-64 „Apache“ - NH90 - Sikorsky UH-60 „Black Hawk“ | 1973     | |
| Honeywell/Garrett TPE331 / T76       | Propellerturbine 2 × HD 3 × HD/AT                         | 1      | 1209               | Vereinigte Staaten                                    | - Cessna 208 „Caravan“ - de Havilland Canada DHC-3 „Otter“ - Dornier 228 - Rockwell OV-10 „Bronco“ - Short Skyvan | 1960     | |
| Iwtschenko Progress D-27             | Propellerturbine 5 × ND, 3 × HD 1 × HD, 1 × ND, 4 × AT    | 3      | 10440              | Ukraine                                               | - Antonow An-70 - Antonow An-180 - Jakowlew Jak-44 | 1992     | |
| Iwtschenko Progress D-136            | Wellenturbine ?                                           | ?      | 9190               | Sowjetunion                                           | - Mil Mi-26 | ?        | Leistungsstärkstes Hubschraubertriebwerk der Welt |
| Jendrassik CS-1                      | Propellerturbine 15 × HD 7 × HD/AT                        | 1      | 295                | Ungarn                                                | | 1940     | Erstes Turboprop-Triebwerk der Welt, projektiert für 1000 WPS, Entwicklung 1941 abgebrochen                                                          |
| Klimow TW3-117                       | Wellenturbine 12 × HD 2 × HD, 2 × FT                      | 1      | 1765               | Sowjetunion                                           | - Kamow Ka-32 - Kamow Ka-50 - Kamow Ka-52 - Mil Mi-8 - Mil Mi-24 - Mil Mi-28 | 1974     | Bisher mehr als 25.000 Stück hergestellt, in 95 % aller russischen Hubschrauber verwendet, nach ihrer Ausmusterung auch im Tractorpulling eingesetzt |
| Kusnezow NK-12                       | Propellerturbine 14 × HD 5 × HD/AT                        | 1      | 11185              | Sowjetunion                                           | - Antonow An-22 - Tupolew Tu-95 - Tupolew Tu-114 | 1953     | Leistungsstärkstes Turboprop-Triebwerk, das je in Serie gefertigt wurde                                                                              |
| LHTEC T800                           | Wellenturbine 2 × HD 2 × HD, 2xFT                         | 2      | 1150               | Vereinigte Staaten                                    | - Agusta A129 - Westland Lynx | ?        | |
| Lycoming T53                         | Propellerturbine Wellenturbine 6 × HD 2 × HD, 2xFT        | 1      | 1343               | Vereinigte Staaten                                    | - Bell AH-1 „Huey Cobra“ - Bell UH-1 „Iroquois“ - Grumman OV-1 „Mohawk“ - Kaman K-MAX | ?        | Verwendung auch in Diesellokomotiven der DB-Baureihe 210                                                                                             |
| MTR390                               | Wellenturbine 1 × ND, 2 × HD 1 × HD, 2 × ND/AT            | 2      | 958                | Deutschland Vereinigtes Königreich Frankreich Spanien | - Eurocopter EC665 „Tiger“ | 1989     | |
| Napier Eland                         | Propellerturbine 10 × HD 3 × HD/AT                        | 1      | 2610               | Vereinigtes Königreich                                | - Airspeed Ambassador - Canadair CL-66 - Fairey Rotodyne | 1953     | |
| Pratt & Whitney T73                  | Wellenturbine 9 × HD 2 × HD, 2 × FT                       | 1      | 3355               | Vereinigte Staaten                                    | - Sikorsky S-64 „Skycrane“ | ?        | |
| Pratt & Whitney Canada PT6A / T74    | Propellerturbine 4 × MD, 1 × HD 1 × HD, 2 × AT            | 2      | 1175               | Kanada                                                | - Beechcraft King Air - Cessna 425 - de Havilland Canada DHC-6 „Twin Otter“ - Embraer EMB 121 - Embraer EMB 312 „Tucano“ - Let L-410 - Pilatus PC-9 - Pilatus PC-12 - Piper PA-31T „Cheyenne“                           | 1959     | |
| Pratt & Whitney Canada PT6B, C / T74 | Wellenturbine 4 × MD, 1 × HD 1 × HD, 2 × AT               | 2      | 1252               | Kanada                                                | - Agusta A119 „Koala“ - Sikorsky S-76 - Westland Lynx | 1959     | |
| Pratt & Whitney Canada PW150         | Propellerturbine 2 × ND, 2 × HD 1 × HD, 1 × ND, 2 × AT    | 3      | 3781               | Kanada                                                | - De Havilland DHC-8-400 - ATR 42 - ATR 72 | 1984     | |
| Pratt & Whitney Canada PW200         | Wellenturbine 1 × HD 1 × HD, 1 × AT                       | 2      | 570                | Kanada                                                | - Bell 427 - Eurocopter EC 135 - MD Helicopters Explorer | ?        | |
| Rolls-Royce AE 1107                  | Wellenturbine 14 × HD 2 × HD, 2 × AT                      | 2      | 6710               | Vereinigte Staaten                                    | - Bell-Boeing V-22 „Osprey“ | ?        | Ursprüngliche Entwicklung durch Allison Engine Company                                                                                               |
| Rolls-Royce AE 2100                  | Propellerturbine 14 × HD 2 × HD, 2 × AT                   | 2      | 3410               | Vereinigte Staaten                                    | - Alenia C-27J „Spartan“ - Lockheed C-130J „Super Hercules“ - Saab 2000 | ?        | Ursprüngliche Entwicklung durch Allison Engine Company                                                                                               |
| Rolls-Royce Dart                     | Propellerturbine 2 × HD 3 × HD/AT                         | 1      | 2050               | Vereinigtes Königreich                                | - Avro 748 - Breguet Alizé - Fokker F-27 - Handley Page Herald - NAMC YS-11 | 1946     | |
| Rolls-Royce RB.50 Trent              | Propellerturbine 1 × HD 1 × HD, 1 × AT                    | 1      | 550                | Vereinigtes Königreich                                | - Gloster Meteor (modifiziert) | 1944     | Erstes Turboprop-Triebwerk von Rolls-Royce |
| Rolls-Royce Tyne                     | Propellerturbine 9 × HD, 6 × ND 1 × HD, 3 × ND/AT         | 2      | 4500               | Vereinigtes Königreich                                | - Breguet Atlantic - Transall C-160 - Vickers Vanguard | 1955     | Vor der Einführung des EPI TP400 leistungsstärkstes Turboprop-Triebwerk der westlichen Welt                                                          |
| Solowjow D-25                        | Wellenturbine 9 × HD 1 × HD, 2 × FT                       | 1      | 4781               | Sowjetunion                                           | - Mil Mi-6 - Mil Mi-10 | 1954     | |
| Safran Arrius                        | Wellenturbine 1 × HD 1 × HD, 1 × AT                       | 2      | 530                | Frankreich                                            | - Bell 505 - Eurocopter AS 350 „Écureuil“ - Eurocopter EC 135 - Eurocopter EC 120 | 1981     | |
| Turbomeca Artouste                   | Wellenturbine 1 × HD 3 × HD/AT                            | 1      | 640                | Frankreich                                            | - Aerospatiale „Alouette II“ - Aérospatiale SA-319 „Alouette III“ - Aérospatiale SA-315 „Lama“ | 1947     | |
| Turbomeca Astazou                    | Propellerturbine Wellenturbine 2 × HD 3 × HD/AT           | 1      | 480                | Frankreich                                            | - Aerospatiale „Alouette II“ - Mitsubishi MU-2 - Pilatus PC-6 „Turbo Porter“ - Potez 840 | 1957     | Angaben für Astazou II |
| Turbomeca Makila                     | Wellenturbine 4 × HD 2 × HD, 2 × AT                       | 2      | 1236               | Frankreich                                            | - Aérospatiale AS 332 „Super Puma“ - Eurocopter H225M „Caracal“ | 1977     | |
| Turbomeca Turmo                      | Propellerturbine Wellenturbine 2 × HD 2 × HD, 2 × AT      | 2      | 1200               | Frankreich                                            | - Aérospatiale SA 330 „Puma“ - Aérospatiale SA 321 „Super Frelon“ - Breguet 941 - Potez 840 | 1957     | Verwendung auch im Triebwagen SNCF Turbotrain und im Triebkopf des SNCF TGV 001                                                                      |

## Strahltriebwerke
Die aufgelisteten Strahltriebwerke wurden bzw. werden in teilweise unterschiedlichsten Varianten und Leistungen gebaut. Die Angaben für Verdichter- und Turbinenstufen sowie des Schubs beziehen sich auf die leistungsstärkste Version.
- Spalte "Bauart"
  - ND: Niederdruckverdichter / -turbine
  - MD: Mitteldruckverdichter / -turbine
  - HD: Hochdruckverdichter / -turbine

| Triebwerk                        | Bauart Verdichter Turbine                                                | Wellen | max. Schub (kN) | Herkunftsland                                                             | Einsatzbeispiel | Erstlauf | Bemerkungen |
| -------------------------------- | ------------------------------------------------------------------------ | ------ | --------------- | ------------------------------------------------------------------------- | --- | -------- | --- |
| Armstrong Siddeley Sapphire      | Turbojet (+ Nachbrenner) 13 × HD 2 × HD                                  | 1      | 55              | Vereinigtes Königreich                                                    | - FFA P-16 - Gloster Javelin | 1948     | |
| Armstrong Siddeley Viper         | Turbojet 7 × HD 1 × HD                                                   | 1      | 17,8            | Vereinigtes Königreich                                                    | - Aermacchi MB-339 - BAC Jet Provost - GAF Jindivik - Handley Page HP.115 | 1951     | |
| Avro Canada Orenda               | Turbofan 1 × Fan, 9 × HD                                                 | 2      | 27              | Kanada                                                                    | - Avro Canada CF-100 - Canadair Sabre | 1952     | |
| Awiadwigatel PS-90               | Turbofan 1 × Fan, 2 × ND, 13 × HD 2 × HD, 4 × ND                         | 2      | 171             | Russland                                                                  | - Iljuschin Il-76 - Iljuschin Il-96 - Tupolew-Tu-204/214-Familie | 1992     | |
| BMW 003                          | Turbojet 7 × HD 1 × HD                                                   | 1      | 7,8             | Deutsches Reich                                                           | - Arado Ar 234 - Heinkel He 162 - Messerschmitt Me 262 | 1940     | Erstes Strahltriebwerk mit einer Ringbrennkammer |
| CFM International CFM56          | Turbofan 1 × Fan, 3 × ND, 9 × HD 1 × HD, 4 × ND                          | 2      | 151             | Vereinigte Staaten Frankreich                                             | - Airbus-A320-Familie - Airbus A340 - Boeing 737 - Boeing KC-135 | 1974     | Entwicklung auf der Basis des General Electric F101 |
| CFM International LEAP           | Turbofan 1 × Fan, 3 × ND, 7 × HD 2 × HD, 4 × ND                          | 2      | 146             | Vereinigte Staaten Frankreich                                             | - Airbus A320neo - Boeing 737 Max - Comac C919 | 2013     | Weiterentwicklung des CFM International CFM56 |
| de Havilland Ghost               | Turbojet 1 × HD                                                          | 1      | 22,9            | Vereinigtes Königreich                                                    | - De Havilland DH.106 „Comet“ - De Havilland DH.112 „Venom“ - Saab 29 | 1944     | |
| de Havilland Goblin              | Turbojet 1 × HD                                                          | 1      | 16,7            | Vereinigtes Königreich                                                    | - de Havilland D.H.100 „Vampire“ - Fiat G.80 - Gloster Meteor - Lockheed XP-80 - Saab 21R | 1942     | |
| Engine Alliance GP7200           | Turbofan 1 × Fan, 5 × ND, 9 × HD 2 × HD, 6 × ND                          | 2      | 340             | Vereinigte Staaten                                                        | - Airbus A380 | 2004     | |
| Eurojet EJ200                    | Turbofan + Nachbrenner 1 × Fan, 3 × HD, 5 × ND 1 × HD, 1 × ND            | 2      | 108             | Vereinigtes Königreich Deutschland Italien Spanien                        | - Eurofighter Typhoon | 1991     | |
| General Electric CF34 / TF34     | Turbofan 1 × Fan, 3 × ND, 9 × HD 1 × HD, 4 × ND                          | 2      | 89              | Vereinigte Staaten                                                        | - Bombardier Challenger 850 - Bombardier Canadair Regional Jet - Comac C909 - Embraer-E-Jet-Familie - Fairchild-Republic A-10 „Thunderbolt II“ - Lockheed S-3 „Viking“                                | 1982     | |
| General Electric CF6 / TF39      | Turbofan 1 × Fan, 4 × ND, 14 × HD 2 × HD, 5 × ND                         | 2      | 305             | Vereinigte Staaten                                                        | - Airbus A300B4-600 - Airbus A310 - Airbus A330 - Boeing 747 - Boeing 767 - Lockheed C-5 „Galaxy“ - McDonnell Douglas DC-10 - McDonnell Douglas MD-11 - Scaled Composites Stratolaunch                | 1971     | |
| General Electric F101            | Turbofan + Nachbrenner 1 × Fan, 3 × ND, 9 × HD 1 × HD, 2 × ND            | 2      | 137             | Vereinigte Staaten                                                        | - Rockwell B-1 | 1970     | |
| General Electric F110            | Turbofan + Nachbrenner 1 × Fan, 3 × ND, 9 × HD 1 × HD, 2 × ND            | 2      | 142             | Vereinigte Staaten                                                        | - Grumman F-14 „Tomcat“ - McDonnell Douglas F-15 „Eagle“ - General Dynamics F-16 „Fighting Falcon“ | 1979     | |
| General Electric F118            | Turbofan 1 × Fan, 2 × ND, 9 × HD 1 × HD, 2 × ND                          | 2      | 84,5            | Vereinigte Staaten                                                        | - Lockheed U-2S - Northrop B-2 | 1979     | |
| General Electric GE90            | Turbofan 1 × Fan, 4 × ND, 9 × HD 2 × HD, 6 × ND                          | 2      | 489             | Vereinigte Staaten                                                        | - Boeing 777 | 1994     | Die Variante GE90-115B war mit einer während eines Belastungstests erzielten Schubkraft von 569 kN das größte und leistungsfähigste Strahltriebwerk der Luftfahrtgeschichte über einen Zeitraum von 25 Jahren. |
| General Electric GEnx            | Turbofan 1 × Fan, 4 × ND, 10 × HD 2 × HD, 7 × ND                         | 2      | 322             | Vereinigte Staaten                                                        | - Airbus A350 - Boeing 747-8 - Boeing 787 „Dreamliner“ | 2006     | |
| General Electric J79             | Turbojet + Nachbrenner 17 × HD 3 × HD                                    | 1      | 79,6            | Vereinigte Staaten                                                        | - Convair B-58 „Hustler“ - Lockheed F-104 „Starfighter“ - McDonnell F-4 „Phantom II“ | 1955     | |
| Heinkel HeS 3                    | Turbojet 1 × HD                                                          | 1      | 4,4             | Deutsches Reich                                                           | - Heinkel He 178 | 1937     | Mit diesem Triebwerk erfolgte in einer Heinkel He 178 der erste Düsenflug der Welt. |
| International Aero Engines V2500 | Turbofan 1 × Fan, 4 × ND, 10 × HD 2 × HD, 5 × ND                         | 2      | 146,8           | Vereinigte Staaten Deutschland Japan ( Vereinigtes Königreich) ( Italien) | - Airbus-A320-Familie - Embraer KC-390 - McDonnell Douglas MD-90 | 1987     | |
| Iwtschenko Progress D-36         | Turbofan 1 × Fan, 6 × MD, 7 × HD 1 × HD, 1 × MD, 3 × ND                  | 3      | 63,75           | Sowjetunion                                                               | - Antonow An-72 - Antonow An-74 - Jakowlew Jak-42 | 1971     | Ursprünglich auch als Lotarjow D-36 bezeichnet |
| Iwtschenko Progress D-436        | Turbofan 1 × Fan, 6 × MD, 7 × HD 1 × HD, 1 × MD, 3 × ND                  | 3      | 92              | Sowjetunion Russland                                                      | - Antonow An-148 - Berijew Be-200 - Jak-42D-100 | 1993     | |
| Junkers Jumo 004                 | Turbojet 8 × HD 1 × HD                                                   | 1      | 8,7             | Deutsches Reich                                                           | - Arado Ar 234 - Heinkel He 162 - Heinkel He 280 - Messerschmitt Me 262 | 1940     | Weltweit erstes serienreifes Strahltriebwerk |
| Klimow RD-33                     | Turbofan + Nachbrenner 4 × Fan/ND, 9 × HD 1 × HD, 1 × ND                 | 2      | 81,3            | Sowjetunion                                                               | - Mikojan-Gurewitsch MiG-29 - Suchoi Su-30 | 1974     | |
| Klimow WK-1                      | Turbojet (+ Nachbrenner) 1 × HD                                          | 1      | 33,2            | Sowjetunion                                                               | - Iljuschin Il-28 - Mikojan-Gurewitsch MiG-17 - Tupolew Tu-14 | 1947     | Basiert auf dem Rolls-Royce Nene, ohne Lizenzvertrag in Serie gebaut |
| Ljulka AL-21                     | Turbojet (+ Nachbrenner) 14 × HD 3 × HD                                  | 1      | 110             | Sowjetunion                                                               | - Mikojan-Gurewitsch MiG-23 - Suchoi Su-22 - Suchoi Su-24 - Tupolew Tu-128 | ?        | |
| Mikulin AM-3                     | Turbojet 1 × Bläser, 8 × HD 2 × HD                                       | 1      | 91,6            | Sowjetunion                                                               | - Mjassischtschew M-4 - Tupolew Tu-16 - Tupolew Tu-104 | ?        | |
| Pirna 014                        | Turbojet 12 × HD 2 × HD                                                  | 1      | 32,3            | Deutsche Demokratische Republik                                           | - Baade 152 | 1959     | |
| Pratt & Whitney F135             | Turbofan + Nachbrenner 3 × Fan/ND, 6 × HD 1 × HD, 2 × ND                 | 2      | 191             | Vereinigte Staaten                                                        | - Lockheed Martin F-35 „Lightning II“ | ?        | Entwicklung auf der Basis des Pratt & Whitney F119 |
| Pratt & Whitney J57              | Turbojet (+ Nachbrenner) 9 × ND, 7 × HD 1 × HD, 2 × ND                   | 2      | 80              | Vereinigte Staaten                                                        | - Boeing B-52 „Stratofortress“ - Boeing C-135 „Stratolifter“ - Lockheed U-2A - North American F-100 „Super Sabre“                                                                                     | 1952     | Leistungssteigerung durch Wassereinspritzung |
| Pratt & Whitney J58              | Turbojet + Nachbrenner 9 × HD 2 × HD                                     | 1      | 151,3           | Vereinigte Staaten                                                        | - Lockheed SR-71 | 1957     | Kombination aus Turbojet und Staustrahltriebwerk für Geschwindigkeiten > Mach 3 |
| Pratt & Whitney JT3D / TF33      | Turbofan 2 × Fan, 6 × MD, 7 × HD 1 × HD, 3 × ND                          | 2      | 75,6            | Vereinigte Staaten                                                        | - Boeing 707 - Boeing B-52 „Stratofortress“ - Boeing C-135 „Stratolifter“ - Douglas DC-8 - Lockheed C-141 „Starlifter“                                                                                | 1958     | Entwickelt auf der Basis des Pratt & Whitney J57 |
| Pratt & Whitney JT8D             | Turbofan 2 × Fan, 6 × ND, 7 × HD 1 × HD, 2 × ND                          | 2      | 96,5            | Vereinigte Staaten                                                        | - Boeing 727 - Boeing 737-100/200 - Douglas DC-8 - Douglas DC-9 - McDonnell Douglas MD-80 | 1960     | Entwickelt auf der Basis des Pratt & Whitney J52 |
| Pratt & Whitney JT9D             | Turbofan 1 × Fan, 3 × ND, 11 × HD 2 × HD, 4 × ND                         | 2      | 249             | Vereinigte Staaten                                                        | - Airbus A300B4-600 - Airbus A310 - Airbus A330 - Boeing 747 - Boeing 767 - McDonnell Douglas DC-10                                                                                                   | 1966     | |
| Pratt & Whitney PW1000G          | Getriebefan 1 × G-Fan, 3 × ND, 8 × HD 2 × HD, 3 × ND                     | 2      | 147             | Vereinigte Staaten                                                        | - Airbus A320neo - Airbus A220 - Mitsubishi Regional Jet - Irkut MS-21 - Embraer E-Jet E2 | 2008     | |
| Pratt & Whitney PW2000 / F117    | Turbofan 1 × Fan, ? × ND, ? × HD ? × HD, ? × ND                          | 2      | 191             | Vereinigte Staaten                                                        | - Boeing 757 - Boeing C-17 „Globemaster“ - Iljuschin Il-96 | ?        | |
| Pratt & Whitney PW4000           | Turbofan 1 × Fan, 7 × ND, 11 × HD 2 × HD, 7 × ND                         | 2      | 440             | Vereinigte Staaten                                                        | - Airbus A300B4-600 - Boeing 747-400 - Boeing 767 - Boeing 777 - McDonnell Douglas MD-11 | 1984     | |
| Pratt & Whitney PW5000 / F119    | Turbofan + Nachbrenner 3 × Fan/ND, 6 × HD 1 × HD, 1 × ND                 | 2      | 155             | Vereinigte Staaten                                                        | - Lockheed Martin F-22 „Raptor“ | 1988     | |
| Pratt & Whitney PW6000           | Turbofan 1 × Fan, 4 × ND, 6 × HD 1 × HD, 3 × ND                          | 2      | 106             | Vereinigte Staaten                                                        | - Airbus A318 | 2000     | |
| Rolls-Royce Avon                 | Turbojet (+ Nachbrenner) 16 × HD 3 × HD                                  | 1      | 73              | Vereinigtes Königreich                                                    | - De Havilland DH.106 „Comet“ - English Electric „Canberra“ - English Electric „Lightning“ - Fairey Delta - Hawker Hunter - CAC F-86 Sabre - Sud Aviation „Caravelle“ - Vickers 667 „Valiant“         | 1946     | Erstes Strahltriebwerk von Rolls-Royce mit Axialverdichter |
| Rolls-Royce BR700                | Turbofan 1 × Fan, 10 × HD 2 × HD, 3 × ND                                 | 2      | 95              | Deutschland                                                               | - Bombardier-Global-Familie - Gulfstream G500 | 1994     | Gemeinschaftsentwicklung von Rolls-Royce und BMW |
| Rolls-Royce Conway               | Turbofan 7 × Fan/ND, 9 × HD 1 × HD, 2 × ND                               | 2      | 97,8            | Vereinigtes Königreich                                                    | - Boeing 707 - Douglas DC-8 - Handley Page Victor - Vickers VC10 | 1952     | Weltweit erster in der Luftfahrt eingesetzter Turbofan |
| Rolls-Royce Derwent              | Turbojet 1 × HD                                                          | 1      | 16              | Vereinigtes Königreich                                                    | - Avro 707 - Avro Canada C-102 - Gloster Meteor | 1943     | Entwicklung auf der Basis des Rolls-Royce Welland |
| Rolls-Royce Nene                 | Turbojet 1 × HD                                                          | 1      | 22,2            | Vereinigtes Königreich                                                    | | 1944     | Entwicklung auf der Basis des Rolls-Royce Welland |
| Rolls-Royce Pegasus              | Turbofan 3 × Fan/ND, 8 × HD 2 × HD, 2 × ND                               | 2      | 106             | Vereinigtes Königreich                                                    | - Dornier Do 31 - Hawker Siddeley Harrier | 1959     | Triebwerk mit Schubvektorsteuerung mittels vier schwenkbarer Düsen |
| Rolls-Royce RB.183 Tay           | Turbofan 1 × Fan, 3 × ND, 21 × HD 2 × HD, 3 × ND                         | 2      | 67              | Vereinigtes Königreich                                                    | - Fokker 70 - Fokker 100 - Gulfstream IV | 1984     | Entwicklung auf der Basis des Rolls-Royce Spey |
| Rolls-Royce RB.203 Trent         | Turbofan 1 × Fan, 4 × MD, 5 × HD 1 × HD, 1 × MD, 2 × ND                  | 3      | 71,4            | Vereinigtes Königreich                                                    | | 1967     | |
| Rolls-Royce RB211                | Turbofan 1 × Fan, 7 × MD, 6 × HD 1 × HD, 2 × MD, 3 × ND                  | 3      | 270             | Vereinigtes Königreich                                                    | - Boeing 747 - Boeing 757 - Boeing 767 - Lockheed L-1011 TriStar - Tupolew-Tu-204 | 1969     | |
| Rolls-Royce RB211 Trent          | Turbofan 1 × Fan, 8 × MD, 6 × HD 1 × HD, 2 × MD, 6 × ND                  | 3      | 423             | Vereinigtes Königreich                                                    | - Airbus A330 (Trent 700) - Airbus A330neo (Trent 7000) - Airbus A340 (Trent 500) - Airbus A350 (Trent XWB) - Airbus A380 (Trent 900) - Boeing 777 (Trent 800) - Boeing 787 "Dreamliner" (Trent 1000) | 1990     | Die Version Trent 800 ist Basis für die Schiffs-Gasturbine MT 30. |
| Rolls-Royce RB.44 Tay            | Turbojet + Nachbrenner 1 × HD                                            | 1      | 27,8            | Vereinigtes Königreich                                                    | - Grumman F9F „Panther“ - Lockheed F-94 „Starfire“ | ?        | Entwicklung auf der Basis des Rolls-Royce Nene |
| Rolls-Royce Spey                 | Turbofan (+ Nachbrenner) 5 × Fan/ND, 12 × HD 2 × HD, 2 × ND              | 2      | 120             | Vereinigtes Königreich                                                    | - BAC 1-11 - Blackburn Buccaneer - Hawker Siddeley Trident - McDonnell F-4 „Phantom II“ | 1964     | |
| Rolls-Royce Welland              | Turbojet 1 × HD                                                          | 1      | 7,7             | Vereinigtes Königreich                                                    | - Gloster Meteor | 1942     | Erstes in Serie produzierte Strahltriebwerk von Rolls-Royce |
| Rolls-Royce/SNECMA Olympus 593   | Turbojet + Nachbrenner 7 × ND, 7 × HD 1 × HD, 1 × ND                     | 2      | 169,2           | Vereinigtes Königreich Frankreich                                         | - Aérospatiale-BAC „Concorde“ | 1965     | Entwickelt auf der Basis des Rolls-Royce Olympus |
| Rolls-Royce Turboméca Adour      | Turbofan (+ Nachbrenner) 2 × Fan/ND, 5 × HD 1 × HD, 1 × ND               | 2      | 37,5            | Vereinigtes Königreich Frankreich                                         | - BAE Hawk - SEPECAT Jaguar | 1968     | |
| Saturn AL-31                     | Turbofan + Nachbrenner 4 × Fan/ND, 9 × HD 1 × HD, 1 × ND                 | 2      | 144,5           | Sowjetunion                                                               | - Suchoi Su-27 - Suchoi Su-30 | ?        | |
| Saturn AL-55                     | Turbofan 3 × Fan/ND, 5 × HD 1 × HD, 1 × ND                               | 2      | 17,3            | Russland                                                                  | - SAT SR-10 - Hindustan Aeronautics HJT-36 | 1999     | |
| SNECMA Atar                      | Turbojet + Nachbrenner 9 × HD 2 × HD                                     | 1      | 70,6            | Frankreich                                                                | - Dassault Étendard - Dassault Mirage III - Dassault Mirage IV - Dassault Super Étendard - Dassault Super Mystère                                                                                     | 1948     | Entwickelt auf der Basis des BMW 018 |
| SNECMA-Turbomeca Larzac          | Turbofan 2 × Fan/ND, 4 × HD 1 × HD, 1 × ND                               | 2      | 14,12           | Frankreich                                                                | - Alpha Jet | 1969     | |
| Solowjow D-30                    | Turbofan (+ Nachbrenner) 3 × Fan/ND, 11 × HD 2 × HD, 4 × ND              | 2      | 152,1           | Sowjetunion                                                               | - Iljuschin Il-62 - Iljuschin Il-76 - Mikojan-Gurewitsch MiG-31 - Tupolew Tu-134 - Tupolew Tu-154 | ?        | |
| Tumanski RD-9                    | Turbojet (+ Nachbrenner) 9 × HD 2 × HD                                   | 1      | 31,9            | Sowjetunion                                                               | - Jakowlew Jak-25 - Jakowlew Jak-28 - Mikojan-Gurewitsch MiG-19 | 1953     | Entwickelt auf der Basis des Mikulin AM-3 |
| Turbo-Union RB199                | Turbofan + Nachbrenner 3 × Fan/ND, 3 × MD, 6 × HD 1 × HD, 1 × MD, 2 × ND | 3      | 74,3            | Vereinigtes Königreich Deutschland Italien                                | - Panavia Tornado | 1972     | |
| Westinghouse J40                 | Turbojet (+ Nachbrenner) 10 × HD 1 × HD                                  | 1      | 48,5            | Vereinigte Staaten                                                        | | 1948     | Entwicklung wegen techn. Probleme 1955 eingestellt, keine Serienfertigung |